# Zico
Arthur Antunes Coimbra (Rio de Janeiro, 3 de março de 1953), mais conhecido como Zico, é um dirigente desportivo, ex-treinador e ex-futebolista brasileiro que atuava como meio-campista. Atualmente é diretor técnico do Kashima Antlers e embaixador do Flamengo.
Notabilizou-se como o líder da vitoriosa trajetória do Flamengo nas décadas de 1970 e 1980, com ápice nas conquistas da Copa Libertadores da América e da Copa Intercontinental pela equipe carioca, além dos títulos do Campeonato Brasileiro de 1980, 1982, 1983 e da Copa União de 1987 (um dos módulos do Campeonato Brasileiro daquele ano) e também pela Seleção Brasileira nas Copas do Mundo de 1978, 1982 e 1986. É considerado por muitos especialistas, profissionais do esporte e, em especial, pelos torcedores do Flamengo, o maior jogador da história do clube, e um dos maiores futebolistas brasileiros desde Pelé, tendo ganhado a alcunha de Pelé Branco.
Segundo a IFFHS, que considera apenas os gols marcados em torneios nacionais de primeira divisão e por seleções principais, Zico é o décimo oitavo maior artilheiro da história do futebol, com 556 gols em 777 partidas oficiais. Em 1979, marcou 89 gols, porém 73 gols foram contabilizados oficialmente. Zico é, também, o maior artilheiro da história do Estádio do Maracanã, com 334 gols em 435 partidas. Marcou 137 gols em Campeonatos Brasileiros.
De acordo com o site goal.com, marcou 101 gols de falta em jogos oficiais, sendo o recordista na história do futebol em gols marcados desta forma. Mas esse número foi desmentido pelo próprio Zico no canal do Youtube Charla Podcast. Considerando sua contagem (que conta jogos amistosos) o Galinho de Quintino teria marcado 84 gols de falta. Muito por conta disso, em 2001 ele foi eleito pela revista Placar o maior cobrador de faltas do futebol brasileiro no século XX. Já em 2016, em uma pesquisa promovida pelo portal GloboEsporte.com, ele foi eleito por jogadores e por internautas como o maior batedor de faltas brasileiro da história.
Mais que um exímio batedor de faltas, Zico apresentava dribles fáceis em seu repertório futebolístico, excelente visão de jogo e uma inteligência acima do normal. Por isso, para muitos jornalistas esportivos, como Celso Unzelte, Zico foi o mais completo jogador que o Brasil já teve.
Em 1981 foi eleito o Melhor Futebolista do Mundo pela revista Guerrin Esportivo e em 1983, foi eleito o Melhor Futebolista do Mundo do Ano pela World Soccer. Conquistou por três vezes o Prêmio de Melhor Jogador da América do Sul (1977, 1981, e 1982),[carece de fontes?] sendo o recordista de conquistas. É um dos brasileiros a figurar no Hall da Fama da FIFA (outros são Pelé, Garrincha, Didi, Ronaldo, Ronaldinho Gaúcho e Roberto Carlos). Em julho de 2012, figurou na "61ª posição entre os 100 maiores brasileiros de todos os tempos" em concurso realizado pelo SBT com a BBC de Londres. Em 2020, foi indicado pela FIFA como um dos elegíveis para o Time dos Sonhos da Bola de Ouro.

## Biografia
Arthur Antunes Coimbra, caçula dos seis filhos do imigrante português de Tondela, José Antunes Coimbra — que era um fervoroso torcedor do Flamengo e foi goleiro amador na juventude — com a brasileira Matilde da Silva Coimbra, nasceu às 7h do dia 3 de março de 1953.
Pequeno e franzino, não foi difícil Arthur virar Arthurzinho e depois Arthurzico. Até que uma prima, Ermelinda, reduziu carinhosamente para Zico.

Sobre a carreira do pai, Zico afirmou: 
"Ele era goleiro e na época tinha o futebol amador e o profissional. E ele sagrou-se tricampeão pelo Clube Municipal, de 1939 a 1941. Quando foi chamado para treinar no Flamengo, o patrão dele, torcedor do Vasco, ameaçou o emprego dele. Com isso, meu pai indicou Jurandyr, que era seu reserva no Municipal e acabou campeão carioca pelo Flamengo pouco tempo depois."
Além do pai, outros irmãos do Zico até chegaram a virar jogadores. Antunes e Nando, os mais velhos, não tiveram tanto destaque. As estrelas da família viriam depois. Primeiro com Edu, que teve seu talento descoberto pelo América-RJ, onde se profissionalizou em 1966.

## Carreira como jogador

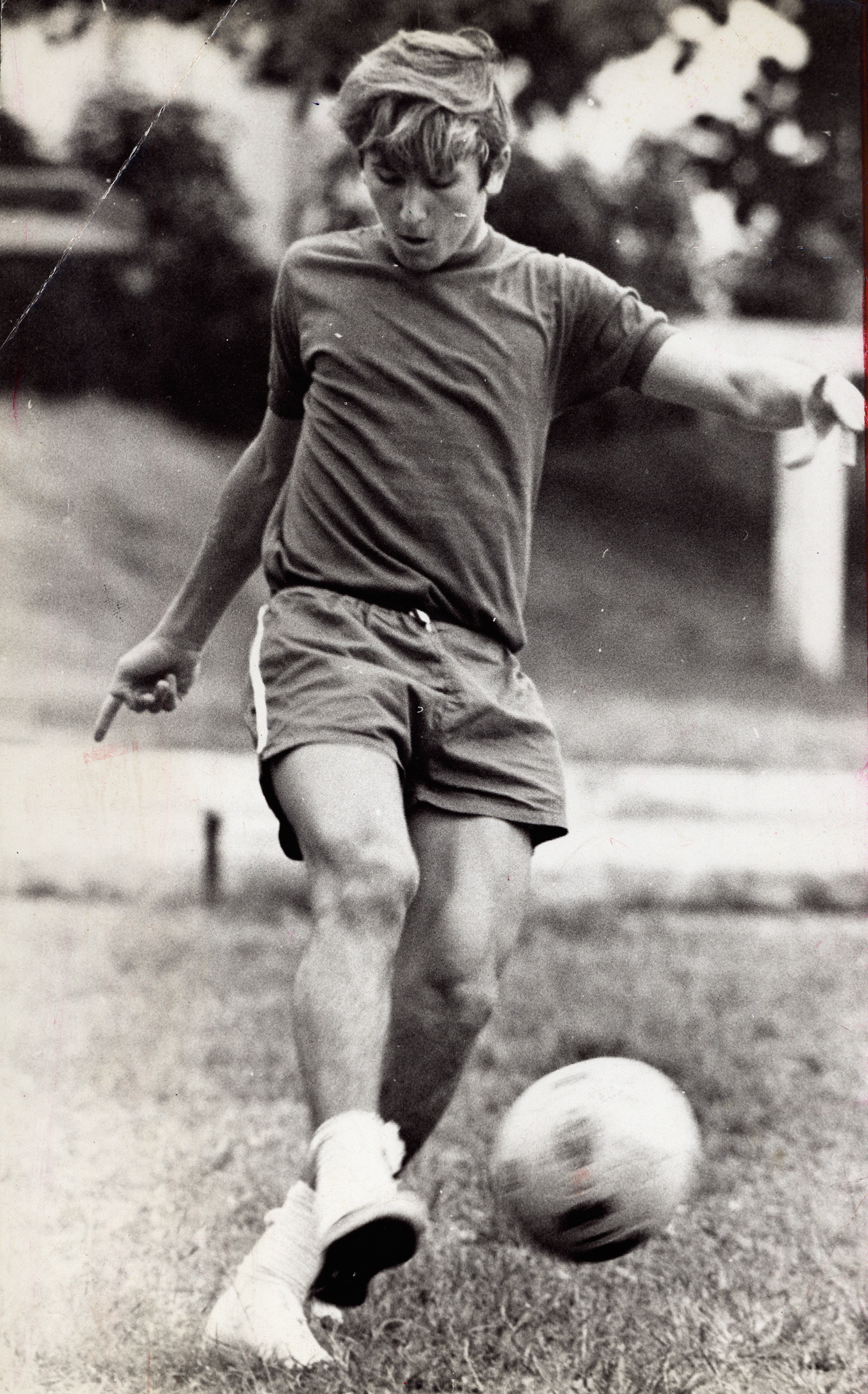
Zico em 1971. Foto do Arquivo Nacional.

### O início
Zico jogava num pequeno time de futebol de salão formado por amigos e familiares, o Juventude de Quintino, do bairro de Quintino Bocaiuva, na zona norte do Rio de Janeiro. Além do Juventude, ele passou a praticar o esporte conhecido hoje como futsal no River Football Club, tradicional clube da Piedade, onde um dos professores era Joaquim Pedro da Luz Filho, Seu Quinzinho. No River, seu futebol ainda menino chamou a atenção. Mas seu primeiro clube de futebol de campo foi o Flamengo, para onde se transferiu aos catorze anos de idade, quando em 1967 o radialista Celso Garcia, amigo da família, assistiu uma partida de Zico em um torneio no River, onde jogava com a camisa do Santos, em que o garoto marcou dez gols em vitória de 15 a 3 de seu time. Garcia o levou para a escolinha de futebol do clube.

### Flamengo

#### Primeiros anos
Zico só estreou no time principal em 1971, em uma partida contra o Vasco da Gama, cujo placar terminou 2 a 1 para o time rubro-negro, em que o debutante deu o passe para Fio Maravilha marcar o gol da vitória. Zico só foi se firmar como titular na equipe em 1974, depois de passar por uma intensa preparação física que incluía dedicação de boa parte de seu dia, desde quando chegou ao clube, em 1967 (quando ainda estava na escola), a um trabalho de fortalecimento muscular, à base principalmente de esteroides anabolizantes (de duas a três injeções, segundo o próprio Zico), devido ao corpo antes franzino. Em 1969, aos 16 anos, Zico foi mandado para a Bahia com um grupo de jogadores cariocas para realizar uma avaliação no Fluminense de Feira, mas foi reprovado por seu porte físico voltando ao Flamengo logo em seguida. E devido ao seu franzino corpo de início de carreira e de seu bairro de origem (Quintino), ganhou o carinhoso apelido de "Galinho de Quintino". Ainda atuando pelo time juvenil, participou de duas partidas pela equipe principal do Flamengo no Campeonato Carioca de 1972, o bastante para conquistar seu primeiro título como profissional. Ainda demoraria, entretanto, dois anos para firmar-se no elenco e enterrar a imagem de um jogador de físico fraco, que sucumbia à primeira pancada dos adversários.
Após esses dois anos, em 1974 (quando também recebeu a camisa 10), começava a demonstrar futebol empolgante, com dribles, lançamentos e arrancadas fulminantes em direção ao gol e também a habilidade que lhe caracterizaria, a de cobrar milimetricamente as faltas que batia. Neste ano, conquistou seu segundo Carioca pelo Flamengo, o primeiro como titular e camisa 10, liderando uma equipe jovem em decisões contra as equipes mais experientes de Vasco e America (onde à época jogava seu irmão Edu). No Campeonato Brasileiro, recebeu sua primeira Bola de Ouro da revista Placar, eleito pela publicação o melhor jogador do campeonato. Nos três anos seguintes, entretanto, Zico viu rivais comemorarem o título estadual: o Fluminense de Rivellino foi bicampeão em 1975 e 1976 e, mais dolorosamente, o Vasco de Roberto Dinamite levou a taça em 1977 após Tita, tendo a chance de dar o título a seu clube se convertesse sua cobrança, perdeu. A série de pênaltis prosseguiria e terminaria em vitória vascaína.

#### A "Era Zico"

No início da carreira. Foto do Arquivo Nacional.

A partir de 1978, entretanto, o Flamengo ingressaria em um período áureo sob o comando em campo de Zico. Com um futebol quase perfeito, só possível de ser parado com violência, Zico conquistou um tricampeonato carioca, o terceiro do clube, nas edições daquele ano com as duas realizadas em 1979, mesmo ano em que o time conquistaria o prestigiado torneio amistoso Ramón de Carranza, com destaque para a vitória por 2 a 1, em que ele marcou um dos gols, sobre o Barcelona de Johan Neeskens, Allan Simonsen, Hans Krankl e Carles Rexach. Em 1979 ele também marcou seu 245º gol, em partida contra o Goytacaz, superando, ainda aos 26 anos, Dida como o maior artilheiro da história do Flamengo. No ano seguinte, viria finalmente o inédito título no Campeonato Brasileiro. As finais foram contra o Atlético Mineiro de Reinaldo, Toninho Cerezo e Éder. Contundido, Zico não jogou a primeira partida, em que os alvinegros venceram, no Mineirão, por 1 a 0. Voltou ao time no jogo de volta, no Maracanã, tendo dado passe para o primeiro gol e marcando o segundo do Flamengo na vitória por 3 a 2 que lhe deram pela primeira vez às suas mãos a taça de campeão nacional, compensando a decepção no Carioca, onde Zico vê os rivais Vasco e Fluminense decidirem o título. Ainda em 1980, Zico conquistaria com o Flamengo outros dois torneios amistosos europeus: o Torneio Astúrias e Algarve, com vitórias sobre Real Sociedad e Spartak Sófia; e um bi no Ramón de Carranza, passando por Dínamo Tbilisi e Real Betis.

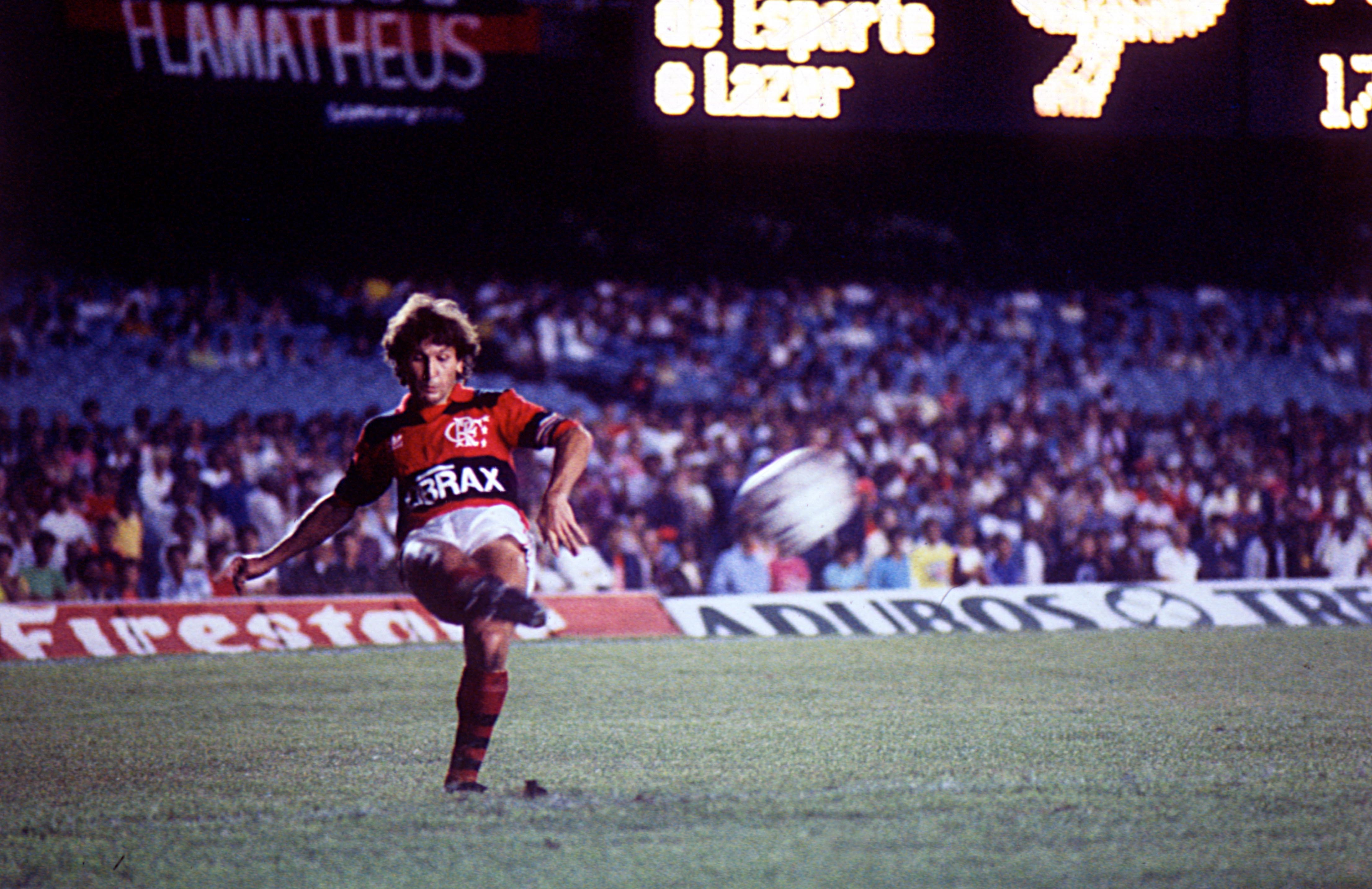
Zico atuando pelo Flamengo em 1981.

Com o título nacional, o clube credenciou-se pela primeira vez para disputar a Taça Libertadores da América. Na primeira fase, por ter empatado em número de pontos com o Atlético Mineiro, uma partida de desempate foi marcada — o confronto ocorreu no Estádio Serra Dourada. A polêmica partida foi encerrada aos 37 minutos do primeiro tempo, pois o rival mineiro teve cinco jogadores expulsos pelo árbitro José Roberto Wright. O Flamengo foi declarado vencedor e avançou para a fase semifinal da competição, onde superou Deportivo Cali, da Colômbia, e Jorge Wilstermann, da Bolívia. Na decisão, encarou os chilenos do Cobreloa. Zico marcou os dois gols na vitória por 2 a 1 na partida de ida, no Maracanã. O jogo da volta, no Chile, foi marcado pela enorme violência dos rivais, especialmente de seu zagueiro Mario Soto, que agrediu com um anel afiado os flamenguistas Andrade e Lico. Os chilenos venceram por 1 a 0 e, pelo regulamento da época, o troféu seria decidido em campo neutro, que foi em Montevidéu, no Estádio Centenario. Zico novamente marcou os dois gols da vitória, dessa vez de 2 a 0, o segundo deles, a dez minutos do fim, em uma de suas mais inesquecíveis cobranças de falta. O título continental foi seguido por mais um Carioca, sobre os rivais do Vasco, em partida dedicada ao técnico Cláudio Coutinho, falecido antes do primeiro jogo da decisão. O Campeonato Carioca já havia reservado a alegria de ter imposto uma goleada de 6 a 0 sobre o Botafogo, devolvendo uma derrota de nove anos antes que ainda ressoava entre as duas torcidas. O ano mágico de 1981 terminava da melhor forma possível: da decisão estadual, o time foi para Tóquio enfrentar os britânicos do Liverpool na Copa Intercontinental.

A equipe inglesa era amplamente favorita: nos últimos oito anos, havia conquistado cinco vezes o Campeonato Inglês, uma Copa da UEFA e três Copa dos Campeões da UEFA, possuindo um elenco de respeitados jogadores das Seleções Inglesa e Escocesa, que não deixaram de fitar com superioridade os brasileiros no vestiário, antes da partida. O título mundial, que até então só havia vindo ao Brasil por meio do Santos de Pelé, foi conquistado após exibição primorosa do Flamengo, que venceu por 3 a 0. Os três gols, marcados todos ainda no primeiro tempo, saíram de jogadas de Zico: no primeiro e no terceiro, por assistência direta a Nunes e, no segundo, marcado por Adílio, após cobrança de falta do Galinho rebatida pelo goleiro adversário Bruce Grobbelaar. Eleito o melhor em campo mesmo sem ter marcado, recebeu como premiação individual um cobiçado carro esporte da patrocinadora da partida, a Toyota, juntamente com Nunes; ambos demonstrariam a grande união do grupo, vendendo os veículos e dividindo igualmente o dinheiro entre os jogadores. Ainda antes da partida, ao ser indagado sobre o favoritismo dos britânicos, teria dito: "eles são favoritos sim, mas para o segundo lugar, o que é até muito honroso". Durante ela, desesperado, o goleiro Grobbelaar gritava ao zagueiro e capitão Phil Thompson: "Joga o Zico para longe, Thompson, joga o Zico para longe, em nome de Deus!". Após, o técnico adversário, Bob Paisley, declarou: "Vocês jogam um jogo que desconhecemos. Vocês dançam, isso devia ser proibido".

Pôster do Mundial de Clubes com Zico em destaque

A Era de Ouro no Flamengo prosseguiu no ano seguinte com a conquista do Campeonato Brasileiro, em campanha destacada por vitórias fora de casa, mais uma resposta às críticas de que o time (e Zico) só jogavam bem no Maracanã: dois 4 a 3, sobre Náutico e São Paulo; dois 3 a 2 sobre o Internacional e Guarani - nesta partida, Zico marcou os três gols da vitória contra o time de Careca e Jorge Mendonça. Para completar, A taça também foi conquistada fora de casa, contra o Grêmio, em vitória por 1 a 0 com nova assistência de Zico a Nunes. O Galinho já havia sido herói no primeiro jogo da decisão, marcando um gol de trivela no canto esquerdo de Emerson Leão, empatando uma partida em casa que já estava acabando. O segundo semestre de 1982 já não é tão bom: voltando de dolorosa eliminação na Copa do Mundo, Zico perde os dois torneios que disputa com o Flamengo. Na Copa Libertadores da América, o Flamengo, como campeão, entra na disputa já na segunda fase do torneio, em um grupo de três times que apontará um dos finalistas. O clube vence os dois duelos contra o River Plate e vai à última rodada precisando vencer o Peñarol em casa para forçar um jogo extra - os uruguaios haviam vencido em Montevidéu. No entanto, é o adversário quem vence, em pleno Maracanã - a final, curiosamente, seria novamente contra o Cobreloa. Já o Campeonato Carioca é perdido para o Vasco.
No primeiro semestre de 1983, o Flamengo é eliminado na primeira fase da Libertadores no grupo que dividia com o Grêmio (que fica com a única vaga) e os bolivianos Bolívar e Blooming. Paralelamente, porém, o time igualava-se aos gaúchos do Internacional como maior vencedor do Brasileirão, conquistando seu terceiro título. O sabor foi mais especial por ter eliminado no caminho o Vasco, nas quartas-de-final, com Zico marcando o gol do empate (que garantia a classificação flamenguista) aos 44 minutos do segundo tempo. As finais foram contra o Santos. Os paulistas, que aspiravam o seu sétimo título nacional, haviam vencido o jogo de ida por 2 a 1. Na volta, jogando machucado, Zico ruiu o sonho santista ao marcar antes do primeiro minuto, em partida terminada em vitória rubro-negra por 3 a 0. Zico ergueu a taça consciente de que seria sua até então última partida pelo Flamengo: embora ainda não divulgada a transferência, o Galinho já sabia se sua venda para a equipe italiana da Udinese, em transferência já acertada um mês antes da decisão e mantida em sigilo para eventuais protestos da torcida não atrapalharem a caminhada rumo ao título.

### Udinese

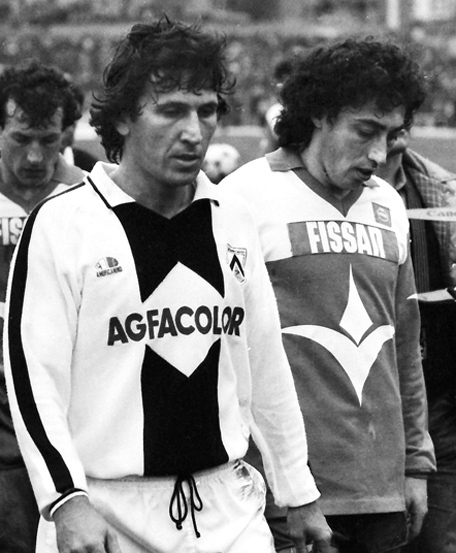
Zico pela Udinese ao lado de Franco De Falco, do Triestina, pela Copa da Itália de 1984.

Cobiçado por clubes mais tradicionais do país, como Roma e Juventus, sua ida à modesta equipe de Friul causou escândalo no resto da Itália. A Federação chegou a suspender a compra, orçada em 4 milhões de dólares (em valores da época) — o maior valor pago até então no país por um jogador —, o que revoltou os moradores de Údine, que começaram a disparar mensagens de separatismo. O lema era "ou Zico ou Áustria!", uma referência à época em que a região pertencia ao Império Austríaco. A ameaça foi levada a sério pelo presidente do país, Sandro Pertini, que enfim autorizou a compra de Zico. O Galinho chegou a Údine tratado desde logo como um rei. Mesmo assim, manteve sua postura humilde e profissional, procurando deixar todos à vontade: um dos reservas do time, Pradella, chegara a ter calafrios e desarranjos intestinais na primeira vez em que foi escalado para jogar ao lado do brasileiro. Dedicado a ajudar o clube a conseguir o título na Serie A, Zico fez sua parte, liderando um time fraco a uma honrosa nona colocação na temporada 1983–84, a quatro pontos do time que ficou na quarta (a Internazionale), que daria vaga para a Copa da UEFA.
Zico marcou 19 gols, apenas um atrás na artilharia do campeonato, que ficou com Michel Platini, da campeã Juventus. O detalhe é que o francês jogou seis partidas a mais, muito por conta de uma lesão que Zico sofrera em amistoso contra o Brescia. Jogando muitas vezes machucado, sabendo da dependência que o time tinha em relação a ele, Zico começou a se desencantar com os dirigentes do clube, que haviam prometido formar uma equipe forte o capaz para brigar pelo título, o que não vinha acontecendo - além dele, os únicos jogadores com certo reconhecimento eram seu colega de Seleção (e futuramente também de Flamengo) Edinho e um veterano ex-jogador da Seleção Italiana, Franco Causio, com quem fazia dupla no meio-de-campo. Começou a sonhar com sua volta ao Flamengo. A segunda temporada acabou marcada pela luta para não cair, com ele jogando apenas quinze vezes, mas ainda assim marcando doze gols. Outro motivo para o seu desejo em ir embora era o processo que sofria na Justiça Italiana por supostamente enviar ilegalmente dinheiro ao Brasil, que só mais tarde terminaria em sua absolvição. Em entrevista à revista inglesa FourFourTwo, Zico esclareceu o ocorrido:
| “ | Assinei um contrato de uso de imagem no Brasil e, na Itália, o presidente da Udinese acertou um outro contrato de publicidade. Seria preciso uma autorização da receita federal italiana para que eu pudesse fazer publicidade na Itália. Respeitei isso e cumpri meu outro contrato. Mas aí os agentes da receita entraram com uma ação contra mim e tive que apelar. Mostrei, então, o contrato que tinha assinado no Brasil, que respeitava as leis brasileiras, e provei que pagava impostos corretamente. O engraçado é que acabei pagando mais impostos do que um cidadão de Udine normalmente pagava. Paguei algo próximo de US$ 500 000 e fui processado por sonegação devido a um erro contratual. Apelei e fui totalmente absolvido. Era totalmente legal e não fiz nada para evitar pagar meus impostos. Só que a imprensa não mencionava isso. | ” |

Zico não deixou de reproduzir na Itália sua jogada característica, apavorando os goleiros adversários com suas cobranças de falta, gerando até acirrados debates nos programas esportivos nos canais de televisão do país: "Como evitar os gols de Zico?", discutiam. Em sua passagem pela Udinese, Zico marcou 17 gols de falta dentre seus 57 gols. Dos gols "normais", dois são lembrados em especial: o da vitória de 1 a 0, em novembro de 1983, marcado aos 41 minutos do segundo tempo, sobre a então campeã, a Roma, que nunca havia perdido para a Udinese. Outro foi uma bicicleta em sua estreia no mítico Estádio San Siro, em jogo contra o Milan, diminuindo no final da partida o placar para 3 a 2 - ainda arranjaria tempo para dar assistência a Causio para o gol de empate. Foi também muito aplaudido e teve o seu nome gritado e cantado pelas torcidas adversárias, fato que ocorreu contra o Ascoli, Genoa e Catania. Contra o Ascoli, torcedores, repórteres e até o goleiro adversário o aplaudiram após ter feito um lindo gol. Em Gênova, o estádio inteiro cantou o seu nome e em Catania os torcedores do time rival não só gritavam e cantavam o seu nome como também torciam por ele: todas as vezes que ele tocava na bola era ovacionado e quando surgia uma falta próximo a área, clamavam para que Zico a cobrasse.
Ao terminar a partida, o jogador brasileiro Pedrinho, do Catania (e seu colega na Copa de 1982, além de ex-adversário de Vasco), foi indagado por um repórter: "Vocês poderiam ter vencido o jogo?". E ele respondeu: "Como poderíamos se até a nossa torcida estava torcendo pelo Zico?". Em uma pesquisa realizada em novembro de 2006 pelo jornal italiano La Repubblica sobre os maiores jogadores brasileiros na Itália, Zico aparece em primeiro, à frente de Mazzola, Falcão, Careca, Ronaldo e Kaká, dentre outros. Seu carisma e talento continuaram a ficar no coração do torcedor da Udinese mesmo após sua saída: em 1989, quatro anos após ter deixado o clube (que caíra para a Serie B duas temporadas após o ídolo ter ido embora), lotou o Estádio Comunale del Friuli na partida que marcava a sua despedida da Seleção Brasileira. Vinte anos depois, em novembro de 2009, o Galinho recebeu a cidadania honorária de Udine. Quem sintetizou de forma mais aprimorada a grande metamorfose operada por ele na cidade foi um jornalista do "Il Gazzettino de Veneza", profissional encarregado de segui-lo, Luigi Maffei.
| “ | Para nós, friulanos, Zico tem o mesmo significado de um motor da Ferrari colocado dentro de um Fusca. Sentimo-nos os únicos no mundo a possuir um carro tão maravilhoso e absurdo. | ” |

### Retorno ao Flamengo

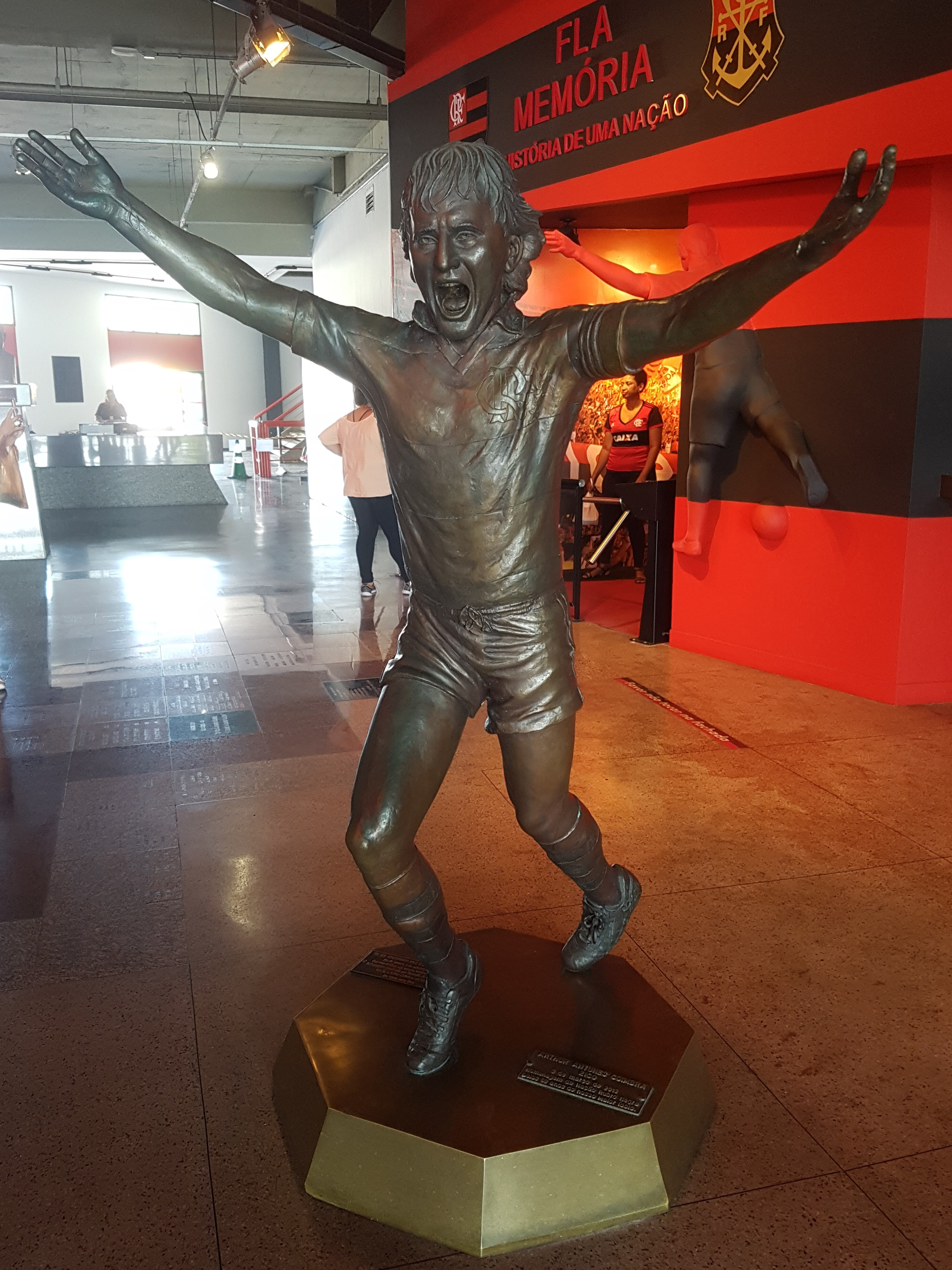
Estátua de Zico em exposição na Gávea.

Após duas temporadas na Itália, Zico voltou no segundo semestre de 1985 ao seu clube do coração. O retorno foi possibilitado por uma operação organizada pela agência de publicidade Estrutural, financiada pela SulAmérica Seguros e com apoio da Rede Manchete, chamado Projeto Zico, que incluiu a criação de um filme publicitário em que seis garotos fanáticos pelo Flamengo — Cebola, Gênio, Pulga, Bochecha, Limão e G/18 — iam à Itália buscar de volta o ídolo. O primeiro jogo na volta para o Brasil, no dia 12 de julho de 1985, foi um amistoso contra um combinado de craques internacionais, como Paulo Roberto Falcão, Karl-Heinz Rummenigge, Cerezo e Diego Maradona. O Flamengo venceu os Amigos de Zico por 3 a 1. Zico marcou um gol de falta. Jacozinho, ponta-esquerda do CSA de Alagoas, marcou o gol dos Amigos de Zico. O primeiro jogo oficial, em 14 de julho, foi uma vitória rubro-negra por 3 a 0 sobre o Bahia, com gols de Zico, Tita e Chiquinho.
Os festejos, entretanto, deram lugar à agonia pouco depois, após sofrer falta desleal de Márcio Nunes, em partida contra o Bangu. A pancada devastou suas pernas: Zico teve torções nos dois joelhos e no tornozelo esquerdo, contusão na cabeça do perônio esquerdo e profundas escoriações na perna direita. Teve de se submeter a três cirurgias no joelho esquerdo e a longo período de recuperações devido os consequentes problemas musculares. Só optou por elas pois teria de encerrar a carreira se não as fizesse. "Decidi tentar, pois não admitia a ideia de ser obrigado a abandonar os campos. Queria um dia parar com o futebol e não o futebol parar comigo", declarou Zico que, em virtude da recuperação, teve a curvatura da perna esquerda alterada, tendo de alterar também a sua forma de pisar. Havia também a motivação extra pela realização da Copa do Mundo FIFA no ano seguinte. Para voltar a jogar, teve de suportar até oito horas diárias na sala de musculação da Gávea, lutando para conseguir novos centímetros para a perna esquerda, que sofrera atrofia.
A resposta aos que já o consideravam ex-jogador veio em fevereiro de 1986, às vésperas da Copa, em um Fla-Flu. Os festejos rubro-negros antes da partida eram destinados à estreia de Sócrates como jogador do Flamengo, naquele dia. Após o jogo, as comemorações deram-se em função da atuação de gala de Zico, que marcou três gols — um de falta — na goleada flamenguista por 4 a 1. No Flamengo, a recompensa viria com o título estadual naquele mesmo ano e, no seguinte, seria o tetracampeonato brasileiro, com a conquista do módulo verde da Copa União, já com ele tendo alterado seu estilo de jogo: substituiu seu ímpeto pela cadência, os dribles rumo ao gol por toques de primeira e lançamentos. A taça de 1987 seria a última levantada pelo Galinho no Flamengo, e não seria reconhecida pela CBF até 2011, quando foi oficializada como título brasileiro, ao lado do módulo amarelo, que apontou como representantes do Brasil na Libertadores de 1988 os times do Sport e do Guarani, respectivamente. Porém, logo em seguida a CBF voltou atrás, reconhecendo somente o Sport como único campeão de 1987 por ordem judicial.
Em 1988, o Flamengo perderia o Carioca para o Vasco (assim como no ano anterior) e, no Brasileirão, seria eliminado nas quartas de final pelo Grêmio. Zico decidiu parar de jogar no segundo semestre de 1989: o Flamengo perdera o Estadual para o Botafogo. Sua última partida oficial no Flamengo terminou da melhor forma: uma goleada de 5 a 0 sobre o Fluminense, em Juiz de Fora, num jogo em que o Galinho não poupou dribles, lançamentos e um inesquecível gol na sua especialidade. "Era tudo o que eu queria. Terminar com um gol e justo do jeito que eu mais gosto: de falta".
Sua última partida pelo Flamengo foi um amistoso contra a World Cup Masters (2 a 2), em 6 de fevereiro de 1990, quando recebeu de presente da Placar, pelas mãos de Juca Kfouri (então diretor da revista), o Troféu Copa União, ao qual havia levantado em 1987, ao vencer o Internacional por 1 a 0. O público no Maracanã era de cerca de 100 mil pessoas.

### Sumitomo Metals/Kashima Antlers
Em 1991, retornou ao futebol, para disputar o ainda incipiente futebol japonês. No Japão, ele atuou pelo Sumitomo Metals e pelo clube originado deste, o atual Kashima Antlers, de 1991 a 1994, quando deixou definitivamente os campos. Sua passagem no Japão, junto com outros jogadores famosos já aposentados ou em via de se aposentar, é hoje apontado como uma das maiores razões da popularização e profissionalização do futebol no país, que finalmente promoveria a primeira edição profissional do Campeonato Japonês em 1993. Na final, contra o Verdy Kawasaki (atual Tokyo Verdy), recebeu uma das raras expulsões na carreira, ao cuspir na bola por sua irritação com a atuação do árbitro, que estaria favorecendo o adversário (que acabou ficando com o título). Os gols da final, de qualquer forma, saíram de jogadores inspirados por Zico a jogar no recém-profissionalizado futebol nipônico: pelo Kashima, seu ex-colega de Flamengo Alcindo; pelo Verdy, o ex-adversário de Vasco Bismarck e também Kazu, japonês que jogava no Brasil. Zico aposentou-se após o término da segunda edição da J-League, com o Kashima ficando em terceiro na classificação geral. Mesmo não tendo conseguido o título do campeonato Japonês, Zico ficou bastante reverenciado no país, que aprendeu a gostar de futebol muito por conta do carisma e atuações do veterano ídolo, que inclusive ganhou uma estátua em sua homenagem por lá. Oswaldo de Oliveira, que treinaria o Kashima, resumiu a importância de Zico para o clube:
| “ | O Zico participou da formação do Kashima ainda no início, quando o clube era amador. O conceito dele é fabuloso e até hoje a torcida leva uma faixa para ele em todos os jogos. O Antlers ia ser um clube de fábrica, e o Zico o fez virar grande, lhe deu história e tradição | ” |

Quando já estava no Kashima, Zico voltou a jogar no Maracanã uma vez, como convidado especial do antigo rival Roberto Dinamite, para o amistoso de despedida deste, entre Vasco e o Deportivo La Coruña de Bebeto, ex-colega de ambos. A ocasião ficou famosa por ter sido a única vez que Zico entrou em campo com a camisa cruzmaltina. Ele continuou a jogar futebol um ano após deixar os gramados, mas na areia. De volta ao Brasil, onde fundou o clube que leva o seu nome, o CFZ (Centro de Futebol Zico), participou pela Seleção Brasileira nos dois primeiros campeonatos mundiais do chamado beach soccer (1995 e 1996), sendo campeão em ambos e, no primeiro, também o artilheiro e melhor jogador.

## Seleção Nacional

### Seleção Brasileira Olímpica
Pela Seleção Pré-Olímpica, Zico foi durante o torneio classificatório para as Olimpíadas de 1972 um dos destaques da Seleção, tendo inclusive feito o gol da classificação. Porém, de maneira inexplicada, foi cortado da equipe que foi aos Jogos em Munique. Sua decepção com a ausência lhe fez pensar em parar de jogar, na época.
Mais tarde, a imprensa noticiou que sua não convocação se deu por conta de um problema que seu irmão Nando teve com a ditadura militar.
Dois anos depois, Zico deu uma entrevista em que informava que pensa que a origem do problema é outra:

### Seleção Brasileira principal
Descontado seu jogo de despedida em 1989, em Údine, e partidas por seleções inferiores, Zico atuou por dez anos pelo Brasil, marcando 66 gols em 89 partidas, tendo saído como segundo maior artilheiro da Seleção, atrás apenas de Pelé (depois, foi ultrapassado por Romário). Disputou três Copas do Mundo, não tendo experimentado o sabor do título mundial. Suas únicas taças pela Seleção foram conquistadas no ano de seu debute, 1976: a Copa Rio Branco, a Copa Roca, a Taça Oswaldo Cruz, a Taça do Atlântico e o Torneio Bicentenário dos Estados Unidos (em que marcou, nos 4 a 1 contra a Itália, um de seus gols mais bonitos, driblando três adversários e chutando de pé esquerdo na meta de Dino Zoff). Ganhou também a taça Inglaterra-Brasil, disputada num jogo único em Wembley no ano de 1981, quando marcou o gol da vitória de 1 a 0 contra o English Team. Seu debute ocorreu em partida válida pela Rio Branco. Foi contra o Uruguai, em Montevidéu. Marcando gol: com a partida empatada em 1 a 1 e com Rivellino e Nelinho expulsos, Zico fez o gol da vitória em cobrança de falta no final da partida. Apenas em 2009 o Brasil voltaria a vencer a Seleção Uruguaia na casa dela.
Nas eliminatórias para a Copa do Mundo de 1978, Zico marcou cinco gols e deu três assistências. Repetiu assim Tostão em 1970, Ronaldo Nazário em 2006 e Neymar em 2022, como artilheiro e líder de assistência do Brasil em uma eliminatória sul-americana.
Zico foi à Copa do Mundo FIFA de 1978 em momento no qual ainda se firmava na equipe treinada por Cláudio Coutinho. O que seria seu primeiro gol no torneio terminou mal anulado: no final da estreia na primeira fase de grupos, contra a Suécia, o árbitro (o galês Clive Thomas) encerrou a partida no momento em que a bola estava no ar após cobrança de escanteio, antes que o cabeceio dado por Zico a fizesse entrar nas redes. Por razões físicas e uma suposta interferência do comando da CBD na escalação do time, perdeu a posição de titular no terceiro jogo para Jorge Mendonça, passando a entrar no decorrer das partidas. Marcou contra o Peru, de pênalti, seu primeiro gol em Copas do Mundo. Despediu-se da Copa na partida contra a Polônia, a última da segunda fase de grupos, quando sofreu grave problema muscular ao prender o tornozelo em lance com o adversário Zbigniew Boniek - se o Brasil passasse à final, Zico não jogaria. A Seleção teve de contentar-se com a decisão do terceiro lugar, conquistada após ficar empatada em pontos e com menor saldo de gols que a anfitriã Argentina, após a vitória desta por 6 a 0 sobre o Peru, o grande escândalo do torneio. Um drama talvez maior veio na Copa do Mundo FIFA de 1982, onde o Brasil vivia enorme favoritismo. Zico marcou quatro vezes no mundial: de falta contra a Escócia, em jogo em que reencontrou três jogadores do Liverpool contra quem jogara seis meses antes: Alan Hansen, Kenny Dalglish e Graeme Souness; dois contra a Nova Zelândia (um deles, de voleio); e outro contra a Argentina.
Na partida contra os rivais, também deu passe para Júnior marcar o terceiro e também envolveu-se no segundo, tendo dado passe para Falcão assistir a Serginho Chulapa. O jogo foi válido já pela segunda fase, onde um grupo formado também pela Itália daria uma vaga para as semifinais. O Brasil foi ao jogo contra os italianos podendo empatar para passar de fase: ambos haviam vencido a Argentina, mas o Brasil fizera um gol a mais. Tudo deu errado na partida decisiva do grupo. O técnico da Azzurra, Enzo Bearzot, já presenciara as habilidades de Zico em 1979, quando treinou a Seleção do Resto do Mundo em amistoso contra a Argentina comemorativo do aniversário de um ano do título do país na Copa de 1978. Zico chegara a Buenos Aires minutos antes da partida, entrando no segundo tempo. Marcou o gol de empate e levou o time da FIFA à vitória de virada Para anular o Galinho, escalou o violento Claudio Gentile, que já parara Diego Maradona, à base de muitas pancadas, na partida contra a Argentina. No único momento em que conseguiu desvencilhar-se da pesada marcação de Gentile, Zico deu o passe para o gol de Sócrates, que empatava a partida em 1 a 1.
Em outro momento, o adversário chegou a puxar tão forte a camisa de Zico que terminou por rasgá-la. O lance foi dentro da grande área, mas o pênalti não foi marcado pelo árbitro israelense Abraham Klein. A Itália venceu por 3 a 2 no que Zico, até então empatado com o alemão-ocidental Karl-Heinz Rummenigge na artilharia do mundial (premiação que ficaria com o carrasco Paolo Rossi, que fizera os três gols da vitória italiana naquela partida e faria outros três depois), considera sua "maior frustração no futebol". A terceira e última Copa de Zico seria a de 1986. O Galinho ainda vivia a desconfiança da crítica em relação a seu estado físico após a lesão provocada por Márcio Nunes, do Bangu, em 1985. Sua resposta pela Seleção viria em abril, em amistoso contra a Iugoslávia. Na vitória brasileira por 4 a 2, marcou outro de seus gols mais bonitos, invadindo a área adversária deixando para trás uma fileira de quatro zagueiros e ainda livrando-se do goleiro antes de concluir para as redes. Ainda assim, em virtude de sua recuperação, foi ao mundial como reserva. Jogou três das cinco partidas do Brasil na Copa, contra Irlanda do Norte, na primeira fase, com o Brasil já classificado; Polônia, nas oitavas de final; e França, nas quartas. Não marcou gols, perdendo a melhor chance que teve para fazê-lo, um pênalti contra os franceses. Zico havia acabado de entrar na partida, já empatada em 1 a 1, e feito sensacional lançamento para Branco, que foi derrubado na grande área pelo goleiro Joël Bats.
Como ainda estava frio na partida, Zico foi bater o pênalti relutantemente, o qual ele mesmo reconheceu ter cobrado mal. O empate perdurou na prorrogação e a vaga nas semifinais foi decidida na série de pênaltis. Escalado para bater novamente, Zico acertou sua cobrança na decisão, mas Sócrates e Júlio César perderiam as suas e o Brasil acabaria eliminado. Foi a última partida oficial do Galinho pelo Brasil — curiosamente, o craque perdeu apenas uma vez pela Seleção em Copas, no fatídico jogo contra a Itália em 1982. Na Copa do Mundo FIFA de 1990, o técnico Sebastião Lazaroni chegou a conversar com Zico tentando fazer o jogador repensar a sua decisão de não disputar o Mundial. O Galinho optou por não jogar mais futebol, tendo outros planos: naquele ano, durante a presidência de Fernando Collor, foi Secretário Nacional de Esportes, cargo público que exerceu até o ano seguinte.

## Estilo de jogo
Zico é reconhecido mundialmente pela sua habilidade nas cobranças de falta. Em 2016, ele foi eleito por especialistas em cobranças de falta como o maior batedor de faltas brasileiro da história. Em uma entrevista, Zico revelou que treinava de 70 a 100 faltas duas vezes por semana.
Seu repertório também inclui os dribles, excelente visão de jogo e uma inteligência acima do normal. Por isso, para muitos jornalistas esportivos, como Celso Unzelte, por exemplo, Zico foi o mais completo jogador que o Brasil já teve.
Segundo Fernando Calazans, colunista esportivo do jornal O Globo, Zico atuava na função do chamado “número um” no sistema 4:3:1:2, pois desempenhava várias funções, como criar, atacar e defender. Para o colunista, na história do futebol brasileiro somente Zico desempenhou essas funções com a mesma com eficiência, pois participava da marcação, permitindo que seus companheiros pudessem se recompor defensivamente, e atuava como jogador arco-e-flecha (jargão utilizado para se referir a jogadores que têm proficiência tanto na criação ofensiva quanto no poder de finalização).
Conforme Mário Magalhães, quando retornou aos gramados após a lesão, seus joelhos já não eram mais os mesmos. Ele passou a exercer a função então denominada ponta-de-lança. Debilitado fisicamente, o Zico passou, sobretudo no segundo tempo, a ficar mais plantado no meio do campo e na intermediária ofensiva, lançando seus companheiros.

## Pós-aposentadoria

### Carreira política
Durante a presidência de Fernando Collor, Zico foi Secretário Nacional de Esportes. Ocupou o cargo nos anos de 1990 e 1991.
Seu projeto mais conhecido foi a "Lei Zico", que modificou a estrutura do futebol brasileiro, reduzindo o poder dos clubes em relação aos jogadores. Dentre os temas regulamentados pela lei Zico, figuram, por exemplo, a criação do Conselho Superior de Desportos — entidade destinada a fazer cumprir a própria lei — e a organização da Justiça desportiva.
A "Lei Zico", que é como ficou conhecida a Lei no 8 672, foi promulgada em 6 de julho de 1993, e promoveu e concretizou a modernização da legislação desportiva.

Acerca desta Lei, o Professor Álvaro Melo Filho, esclarece os aspectos inovadores trazidos pela normaː
“Com a ‘Lei Zico’ o conceito de desporto, antes adstrito e centrado apenas no rendimento, foi ampliado para compreender o desporto na escola e o desporto de participação e lazer; a Justiça Desportiva ganhou uma estruturação mais consistente; facultou-se o clube profissional transformar-se, constituir-se ou contratar sociedade comercial; em síntese, reduziu-se drasticamente a interferência do Estado fortalecendo a iniciativa privada e o exercício da autonomia no âmbito desportivo, exemplificada, ainda, pela extinção do velho Conselho Nacional de Desportos, criado no Estado Novo e que nunca perdeu o estigma de órgão burocratizado, com atuação cartorial e policialesca no sistema desportivo, além de cumular funções normativas, executivas e judiciais. Ou seja, removeu-se com a ‘Lei Zico’ todo o entulho autoritário desportivo, munindo-se de instrumentos legais que visavam a facilitar a operacionalidade e funcionalidade do ordenamento jurídico-desportivo, onde a proibição cedeu lugar à indução”.
Ainda sobre a lei, o advogado Mauro Lima Silveira nos ensina: “A Lei 8 672, a ‘Lei Zico’, de autoria do Secretário de Esportes Artur Antunes Coimbra jamais teve aplicação, mas teve real influência na ‘Lei Pelé’. Esta simplesmente copiou a maioria dos dispositivos daquela. Impelido por razões que nos fogem discutir, o Ministro Extraordinário dos Esportes Edson Arantes do Nascimento entendeu que a legislação desportiva não deveria chamar-se de ‘Lei Zico’, e sim de ‘Lei Pelé’. E assim nasceu este atentado ao desporto brasileiro, repleto de inconstitucionalidade e desrespeito ao desporto nacional”.
A relação com Collor, considerada harmônica no início da função como ministro, se deteriorou após aliados do ex-presidente reclamarem dos efeitos da Lei Zico. Um dos pontos mais polêmicos da lei foi a captação de recursos financeiros para entidades desportivas através de bingos.
Cobrado por políticos que o apoiavam, o então presidente engavetou o projeto de lei, o suficiente para Zico pedir demissão.
“Aquilo batia de frente com alguns setores que o tinham apoiado. Ele (Collor) engavetou. Ele parou com o contato direto que tinha comigo. Preparei minha carta de despedida, pois não tinha mais o que fazer”.
Após essa aventura na política, Zico voltou aos gramados para jogar no Japão.

### Futebol de areia
Depois de pendurar as chuteiras dos gramados, em 1994. Zico foi jogar futebol de areia. Ele defendeu a Seleção Brasileira de Futebol de Areia entre 1995 e 1996. Nesse período, fez 41 gols com a camisa da Seleção e foi bicampeão do Campeonato Mundial, da Copa América e do Torneio Internacional do Japão.

### Ações sociais
Além de ser conhecido pelas grandes contribuições dentro de campo, Zico é apontado como um cidadão de respeito, com influência em diversas áreas e ativo em ações sociais. Em 2009, o Galinho criou seu primeiro projeto social próprio, a "Escola Zico", com o intuito de dar aulas de futebol a cerca de 500 crianças matriculadas na rede pública de ensino. 
Em 2011, o ex-jogador também lançou o projeto "Zico 10 - Rio 2016", com a ideia de levar crianças de favelas ocupadas pela UPP no RJ para escolinhas de futebol. Todos os beneficiados ganharam uniformes e chuteiras, e Zico não escondeu a emoção com o projeto: "Não estamos preocupados em formar jogadores de futebol, mas cidadãos para que nossa cidade volte a ser de novo realmente maravilhosa".
Nem mesmo a idade e os problemas físicos são capazes de afastar o camisa 10 das ações sociais. Em 2024, já aos 71 anos de idade, Zico se tornou embaixador do projeto "Doe gols". Uma das atitudes do ídolo foi doar itens do acervo pessoal, como camisas, bola e ingressos de jogos históricos, para que a verba fosse revertida em prol do projeto.

## Carreira como treinador

### Primeiras experiências
Apesar de ter sido várias vezes convidado a assumir cargos no Flamengo, Zico relutou em aceitar. Especula-se que isso se deva em grande parte aos rumos tomados pelas administrações do clube carioca, que desde a época de Zico vêm gradativamente acumulando dívidas e maus resultados. Já disse que nunca quer ser técnico do Flamengo para não manchar essa imagem maravilhosa que tem com a torcida. Sua primeira experiência em uma comissão técnica foi como assistente de Zagallo, para a Copa do Mundo FIFA de 1998.
Zico foi chamado após resultados medianos do Brasil nos amistosos preparativos - o país não jogara as Eliminatórias por sua classificação automática como campeão da edição anterior. Ficaria marcado por ter sido o encarregado de transmitir a Romário a informação de que este seria cortado. Apesar da decisão ter sido feita por toda a comissão, o Baixinho culparia Zico pelo corte, e apenas em 2009 lhe pediria desculpas. Posteriormente, Zico assumiu interinamente como treinador do Kashima Antlers, quando o time passava por uma crise. Era diretor técnico do time, que demitira Zé Mário em razão de maus resultados. Na emergência, Zico comandou a equipe, e sua figura incentivou os jogadores, fazendo o time sair das últimas posições e terminar entre os primeiros da J-League.

### Seleção Japonesa
A partir de junho de 2002, passou a exercer o cargo de técnico da Seleção Japonesa, sucedendo ao francês Philippe Troussier, que treinara o país na Copa do Mundo daquele ano. Foi chamado logo como a primeira opção de Masaru Suzuki, presidente da Associação de Futebol do Japão - Suzuki fora o presidente do Kashima na época em que Zico teve bons resultados como técnico interino do clube. Após eliminação na primeira fase na Copa das Confederações FIFA de 2003, Zico levou os nipônicos ao título na Copa da Ásia de 2004. Com o título continental, o Japão credenciou-se a disputar no ano seguinte a Copa das Confederações FIFA e, embora eliminado na fase de grupos, não fez feio, tendo ficado perto de eliminar a Seleção Brasileira nesta fase.
O Japão de Zico reencontraria o Brasil no ano seguinte, na Copa do Mundo FIFA de 2006, com nova eliminação na primeira fase e um futebol aquém do que se esperava. Zico afirmou que fez o melhor que pôde pela Seleção Japonesa e que não se arrependeu de nenhuma decisão que tomou.[carece de fontes?] Apesar de não ter conseguido os mesmos resultados do antecessor, seu trabalho foi reconhecido por ter inspirado melhor postura dos jogadores japoneses, ensinando-lhes a ter mais confiança e capacidade de improvisação. Foi treinando a Seleção Japonesa que Zico desenvolveu o gosto para ser treinador; até então, suas intenções após abandonar os gramados era ser dirigente.

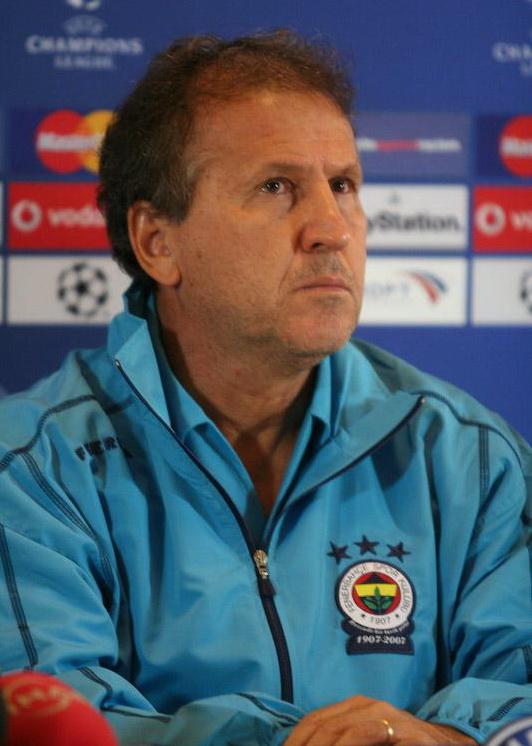
Zico pelo Fenerbahçe em 2007.

| “ | Foi uma questão de retribuição pelo que o Kashima e todo o Japão fizeram por mim. Eu não queria de maneira nenhuma seguir como treinador, mas, em um momento difícil, eu assumi. Obtivemos ótimos resultados nesse período e saímos do rebaixamento para o quinto lugar. Entreguei o time ao Toninho Cerezo, continuei como diretor, e, quando o presidente do Kashima Antlers assumiu a federação, me fez um pedido bem especial. Acho que faltavam algumas coisas para o futebol japonês dar uma guinada e eu tinha que estar lá dentro para isso. Aí peguei o gostinho e continuei. Deu certo. | ” |

### Fenerbahçe
Após a Copa, Zico foi contratado para treinar a equipe turca do Fenerbahçe, ajudando a popularizá-la no Brasil. Comandando um time cujo elenco contava com vários ex-jogadores do futebol brasileiro (Alex, Edu Dracena, Deivid, Fábio Luciano e, posteriormente, Roberto Carlos, além do naturalizado turco Gökçek Vederson, do uruguaio Diego Lugano e do chileno Claudio Maldonado, ambos ex-atletas do São Paulo), ganhou em sua primeira temporada o Campeonato Turco.
Já na temporada seguinte, levou a equipe às quartas de finais da Liga dos Campeões da UEFA, sendo esta a melhor participação de um clube da Turquia no principal torneio europeu de clubes. No jogo de ida, o Fenerbahçe fez valer o mando de campo e venceu o Chelsea por 2 a 1. Porém, no jogo de volta, em Londres, o time turco perdeu por 2 a 0 e foi eliminado da competição. Apesar do revés, a equipe comandada por Zico saiu de cabeça erguida.

### Bunyodkor
No dia 22 de setembro de 2008, foi contratado para treinar a equipe Bunyodkor, do Uzbequistão, clube onde já jogava o astro Rivaldo, substituindo Mirjalol Qosimov, que assumira a Seleção Uzbeque. Zico ficou apenas pouco mais de quatro meses como técnico do Bunyodkor, o suficiente para trazer mais mídia para o futebol local, para conquistar a Copa do Uzbequistão de 2008, em cima do rival Paxtakor e deixá-la na liderança do Campeonato Uzbeque, que o clube posteriormente também venceu. Além disso, o clube também chegou às semifinais da Liga dos Campeões da AFC.

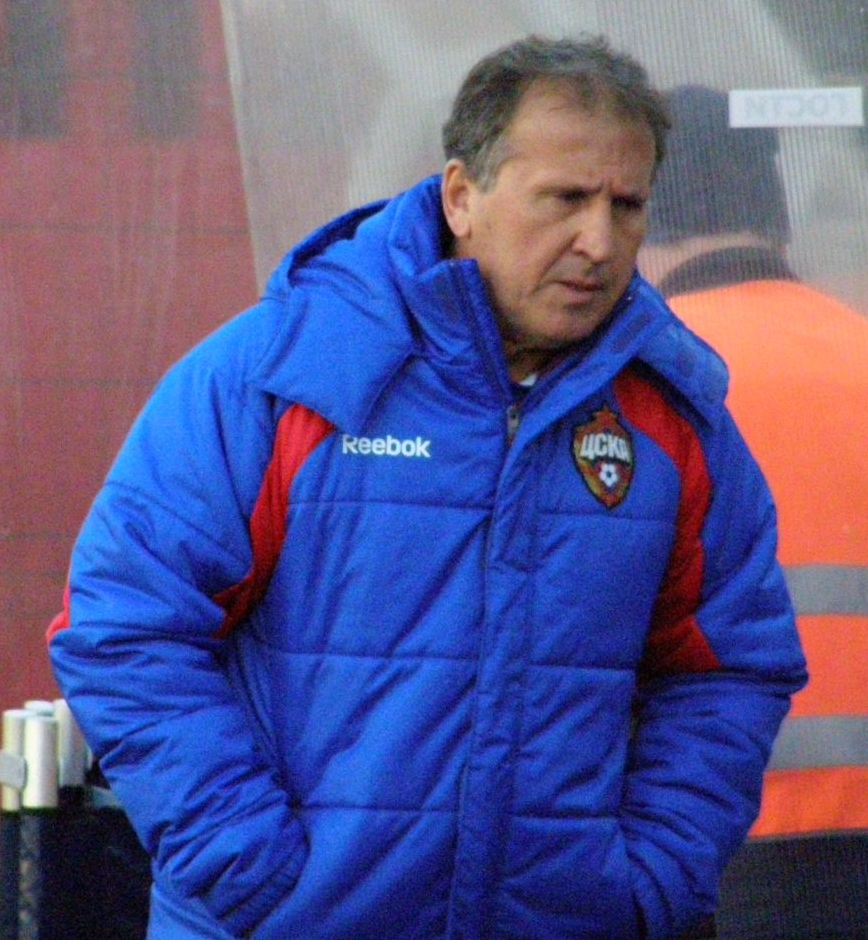
Zico em abril de 2009, no comando do CSKA Moscou.

### CSKA Moscou
Em 9 de janeiro de 2009, anunciou a troca do Bunyodkor pelo CSKA Moscou, substituindo Valeriy Gazzayev. Estreou na fase decisiva da Copa da UEFA contra o Aston Villa e a equipe se classificou para as oitavas-de-final da competição após um empate em 1 a 1 na primeira partida e uma vitória por 2 a 0 no jogo de volta, em casa. Porém, na fase seguinte, o seu clube foi eliminado pelo Shakhtar Donetsk, da Ucrânia, e futuro campeão do torneio. No comando do CSKA, levou o time a conquistar a Copa da Rússia e a Supercopa da Rússia em 2009. Apesar dos títulos, foi demitido do clube no dia 10 de setembro.

### Olympiacos
Em 16 de setembro, o Olympiacos anunciou sua contratação por dois anos. A decisão foi surpresa até para a família. Zico já assiste a partida contra o AZ Alkmaar, no Estádio Karaiskakis em Atenas, pela Liga dos Campeões da UEFA. Em 19 de janeiro de 2010, o clube anunciou o "fim de sua cooperação com o treinador" em um breve comunicado no site oficial.

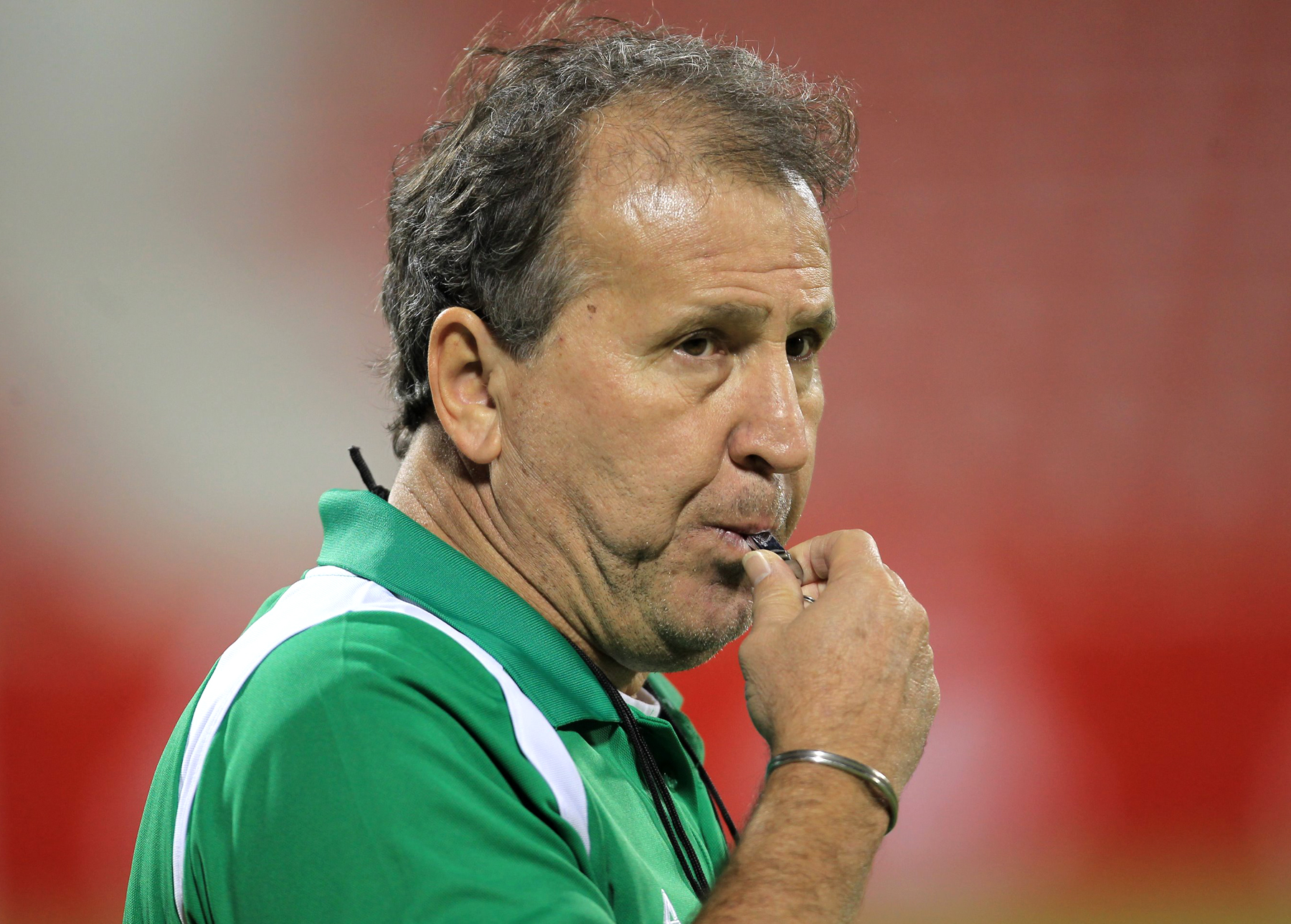
2011

### Seleção Iraquiana
Em 25 de agosto de 2011, embarcou para o Iraque para assumir a seleção do país com o principal objetivo de classificar a seleção para a Copa do Mundo FIFA de 2014. O contrato assinado tinha validade até 2014, mas a ideia era permanecer até 2018.
Em 27 de novembro de 2012, anunciou, através de uma nota em seu site, o desligamento da Seleção Iraquiana por descumprimento de algumas questões contratuais pela Federação Iraquiana de Futebol.

### Al-Gharafa
Em agosto de 2013, após quase um ano desempregado, foi anunciado como novo técnico do Al-Gharafa, do Catar, sendo esta sua segunda experiência no futebol asiático. Zico foi demitido após sofrer três derrotas seguidas e deixando o Al-Gharafa na sétima colocação do campeonato, sem chances de título.

### Goa
No dia 2 de setembro de 2014, em um projeto pioneiro de difundir o futebol pelo mundo, tal qual já havia feito no Japão, Zico assumiu o comando do Goa, time de futebol da Índia. Logo após sua chegada o clube postou em seu site oficial: " - A Lenda está aqui, seja bem vindo Zico.
Em sua primeira temporada, levou o modesto Goa à semifinal da Superliga Indiana.
Após três temporadas, deixou o clube no dia 13 de janeiro de 2017.

### Kashima Antlers
No dia 17 de julho de 2018, após 16 anos de sua última passagem, o Kashima Antlers anunciou seu retorno para o cargo de diretor técnico da equipe.

## Características como treinador
Como treinador, Zico tem um estilo inspirado em Telê Santana: é detalhista, treina muitos fundamentos (passe, domínio, cruzamento, cabeçada, etc.) e não é de ficar gritando na beira do gramado.

## Carreira como dirigente e comentarista

### Diretor executivo
No dia 30 de maio de 2010, a convite da presidente do Flamengo, Patrícia Amorim, assumiu o cargo de diretor executivo de futebol do clube. No dia 1 de outubro, anunciou, em seu site pessoal, o pedido de demissão do cargo, segundo ele, por pressões sofridas dentro do clube.
Oito anos depois, em julho de 2018, foi anunciado como diretor técnico do Kashima Antlers.

### Comentarista esportivo
Em 16 de fevereiro de 2011, foi anunciado como comentarista esportivo no Esporte Interativo. Fez sua estreia no dia 22 de fevereiro, na partida entre Lyon e Real Madrid.
Em 28 de abril, estreou o seu próprio programa, também na TV Esporte Interativo, "Zico da Área" com o jornalista esportivo Mauro Beting e a participação do ex-futebolista Bebeto. O programa foi semanal, toda quinta-feira às 20 horas e 30 minutos e teve a duração de 1 hora.
Em 14 de abril de 2014, estreou na Rádio Globo no programa Futebol de Verdade com Juninho Pernambucano.
Em 2022 estreou um talk show no BandSports, o "Resenha do Galinho". Em 2023, o programa passou a ser exibido na Jovem Pan News. Em 2024, o Resenha do Galinho voltou para a Band, agora exibido durante a madrugada de segunda para terça.

## Família
Zico descende de portugueses tanto pelo lado materno como pelo lado paterno. O seu avô materno, Arthur Ferreira da Costa Silva era de Oliveira de Azeméis e emigrou para o Rio de Janeiro nos últimos anos do século XIX. Estabeleceu-se com uma fábrica de cerâmica no bairro de Quintino. A mãe de Zico, Matilde Ferreira da Costa Silva (19 de janeiro de 1919 — 17 de novembro de 2002), nasceu já no Brasil. O avô paterno, Fernando Antunes Coimbra, nasceu e viveu a maior parte da sua vida em Tondela. É aí que nasce José Antunes Coimbra (10 de junho de 1901 — 12 de novembro de 1986), que viria ser o pai do jogador. José Antunes Coimbra, aos 10 anos de idade, juntamente com sua família, emigra para o Brasil. Ainda que tenha saído de Portugal muito jovem, José sempre guardou uma grande ligação ao seu país de origem. Era, aliás, torcedor do Sporting Clube de Portugal, portanto seguiu durante grande parte de sua vida os relatos dos jogos de seu clube através da rádio.
Matilde Ferreira da Costa Silva e José Antunes Coimbra conheceram-se em 1926, José Antunes tinha 25 anos e era motorista na fábrica de cerâmica do pai de Matilde; esta tinha apenas sete anos de idade. Casaram 17 anos depois, em 1943; ela com 24 anos, ele já com 42. Do casamento nasceram seis filhos, cinco homens e uma mulher: a mais velha Zezé, Antunes (falecido em 8 de janeiro de 1997), Zeca, Nando, Edu e Tunico, e finalmente Zico. Zico nasceu na rua Lucinda Barbosa, número 7 em Quintino, às 7h00 de parto natural. O nome Arthur foi escolhido pela mãe por causa de seu avô (que viria a falecer um ano depois). Zico conheceu Sandra Carvalho de Sá, que vem a ser irmã de Sueli, a esposa de seu irmão Edu, em 1969, em treinamento do Flamengo: ela passava pela Gávea para suspirar por seu ídolo do elenco flamenguista, o galã argentino Narciso Doval. Em 23 de agosto de 1970, Zico e Sandra começam a namorar e casaram-se em 18 de dezembro de 1975, na igreja de São José, na Lagoa. Zico e Sandra têm três filhos: Arthur Antunes Coimbra Júnior (nascido em 15 de outubro de 1977), Bruno de Sá Coimbra (nascido em 16 de outubro de 1978) e Thiago de Sá Coimbra (nascido em 6 de janeiro de 1983).

## Estatísticas

### Como jogador

#### Clubes
| Clube             | Temporada         | Campeonato nacional | Campeonato nacional | Campeonato nacional | Copa nacional[a] | Copa nacional[a] | Copa nacional[a] | Competições continentais[b] | Competições continentais[b] | Competições continentais[b] | Outros torneios[c] | Outros torneios[c] | Outros torneios[c] | Total | Total | Total   |
| Clube             | Temporada         | Jogos               | Gols                | Assist.             | Jogos            | Gols             | Assist.          | Jogos                       | Gols                        | Assist.                     | Jogos              | Gols               | Assist.            | Jogos | Gols  | Assist. |
| ----------------- | ----------------- | ------------------- | ------------------- | ------------------- | ---------------- | ---------------- | ---------------- | --------------------------- | --------------------------- | --------------------------- | ------------------ | ------------------ | ------------------ | ----- | ----- | ------- |
| Flamengo          | 1971              | 15                  | 2                   | 1                   | —                | —                | —                | —                           | —                           | —                           | 2                  | 0                  | 1                  | 17    | 2     | 2       |
| Flamengo          | 1972              | 4                   | 0                   | 0                   | —                | —                | —                | —                           | —                           | —                           | 4                  | 0                  | 0                  | 8     | 0     | 0       |
| Flamengo          | 1973              | 26                  | 8                   | 3                   | —                | —                | —                | —                           | —                           | —                           | 26                 | 5                  | 2                  | 52    | 13    | 5       |
| Flamengo          | 1974              | 20                  | 13                  | 9                   | —                | —                | —                | —                           | —                           | —                           | 45                 | 36                 | 9                  | 65    | 49    | 18      |
| Flamengo          | 1975              | 27                  | 10                  | 4                   | —                | —                | —                | —                           | —                           | —                           | 49                 | 46                 | 17                 | 76    | 51    | 20      |
| Flamengo          | 1976              | 20                  | 14                  | 6                   | —                | —                | —                | —                           | —                           | —                           | 52                 | 42                 | 13                 | 72    | 56    | 19      |
| Flamengo          | 1977              | 18                  | 10                  | 4                   | —                | —                | —                | —                           | —                           | —                           | 32                 | 30                 | 10                 | 50    | 40    | 14      |
| Flamengo          | 1978              | —                   | —                   | —                   | —                | —                | —                | —                           | —                           | —                           | 29                 | 25                 | 13                 | 29    | 25    | 13      |
| Flamengo          | 1979              | 8                   | 5                   | 3                   | —                | —                | —                | —                           | —                           | —                           | 63                 | 76                 | 8                  | 71    | 81    | 11      |
| Flamengo          | 1980              | 19                  | 21                  | 1                   | —                | —                | —                | —                           | —                           | —                           | 33                 | 26                 | 11                 | 52    | 47    | 12      |
| Flamengo          | 1981              | 6                   | 3                   | 1                   | —                | —                | —                | 13                          | 11                          | 3                           | 39                 | 31                 | 12                 | 58    | 45    | 16      |
| Flamengo          | 1982              | 23                  | 21                  | 5                   | —                | —                | —                | 4                           | 2                           | 0                           | 29                 | 24                 | 8                  | 56    | 47    | 13      |
| Flamengo          | 1983              | 25                  | 17                  | 9                   | —                | —                | —                | 4                           | 3                           | 2                           | 1                  | 0                  | 2                  | 29    | 20    | 13      |
| Flamengo          | Total             | 211                 | 124                 | 46                  | 0                | 0                | 0                | 21                          | 16                          | 5                           | 404                | 341                | 106                | 636   | 481   | 157     |
| Udinese           | 1983–84           | 24                  | 19                  | 2                   | 7                | 5                | 0                | —                           | —                           | —                           | 16                 | 15                 |                    | 47    | 39    | 2       |
| Udinese           | 1984–85           | 16                  | 3                   | 3                   | 7                | 3                | 2                | —                           | —                           | —                           | 7                  | 12                 |                    | 30    | 18    | 5       |
| Udinese           | Total             | 40                  | 22                  | 5                   | 14               | 8                | 2                | 0                           | 0                           | 0                           | 23                 | 27                 | 0                  | 77    | 57    | 7       |
| Flamengo          | 1985              | 3                   | 1                   | 0                   | —                | —                | —                | —                           | —                           | —                           | 10                 | 6                  | 4                  | 13    | 7     | 4       |
| Flamengo          | 1986              | —                   | —                   | —                   | —                | —                | —                | —                           | —                           | —                           | 6                  | 4                  | 2                  | 6     | 4     | 2       |
| Flamengo          | 1987              | 12                  | 5                   | 2                   | —                | —                | —                | —                           | —                           | —                           | 6                  | 1                  | 1                  | 18    | 6     | 3       |
| Flamengo          | 1988              | 14                  | 4                   | 1                   | —                | —                | —                | —                           | —                           | —                           | 14                 | 2                  | 2                  | 28    | 6     | 3       |
| Flamengo          | 1989              | 8                   | 2                   | 3                   | 7                | 3                | 1                | 1                           | 0                           | 1                           | 14                 | 4                  | 5                  | 30    | 9     | 10      |
| Flamengo          | 1990              | —                   | —                   | —                   | —                | —                | —                | —                           | —                           | —                           | 1                  | 0                  | 1                  | 1     | 0     | 1       |
| Flamengo          | Total             | 37                  | 12                  | 6                   | 7                | 3                | 1                | 1                           | 0                           | 1                           | 51                 | 17                 | 15                 | 96    | 32    | 23      |
| Kashima Antlers   | 1991–92           | 22                  | 21                  | 0                   | —                | —                | —                | —                           | —                           | —                           | 1                  | 1                  |                    | 23    | 26    | 0       |
| Kashima Antlers   | 1992              | —                   | —                   | —                   | 12               | 7                | 0                | —                           | —                           | —                           | —                  | —                  | —                  | 12    | 11    | 0       |
| Kashima Antlers   | 1993              | 16                  | 9                   | 1                   | 7                | 3                | 0                | —                           | —                           | —                           | 4                  | 3                  | 2                  | 27    | 16    | 3       |
| Kashima Antlers   | 1994              | 7                   | 5                   | 0                   | —                | —                | —                | —                           | —                           | —                           | —                  | —                  | —                  | 7     | 7     | 0       |
| Kashima Antlers   | Total             | 45                  | 35                  | 1                   | 19               | 10               | 0                | 0                           | 0                           | 0                           | 5                  | 4                  | 2                  | 69    | 60    | 3       |
| Total na carreira | Total na carreira | 330                 | 193                 | 59                  | 40               | 21               | 1                | 22                          | 16                          | 6                           | 459                | 364                | 116                | 847   | 611   | 182     |

- a. ^ Jogos da Copa da Itália, Copa do Brasil, Copa da Liga Japonesa e Copa do Imperador
- b. ^ Jogos da Copa Libertadores da América e Supercopa Sul-Americana
- c. ^ Jogos da Taça Guanabara, Campeonato Carioca,torneios, amistosos e Copa Intercontinental

|          | Data                   | Local                                      | Resultado | Adversário        | Gols | Assist. | Competição                           |
| -------- | ---------------------- | ------------------------------------------ | --------- | ----------------- | ---- | ------- | ------------------------------------ |
| Flamengo |                        |                                            |           |                   |      |         |                                      |
| 1.       | 29 de julho de 1971    | Maracanã, Rio de Janeiro, Brasil           | 2–1       | Vasco da Gama     | 0    | 1       | Taça Guanabara de 1971               |
| 2.       | 1 de agosto de 1971    | Maracanã, Rio de Janeiro, Brasil           | 1–3       | Fluminense        | 0    | 0       | Taça Guanabara de 1971               |
| 3.       | 7 de agosto de 1971    | Ilha do Retiro, Recife, Brasil             | 0–1       | Sport             | 0    | 0       | Campeonato Brasileiro de 1971        |
| 4.       | 11 de agosto de 1971   | Arena Fonte Nova, Salvador, Brasil         | 1–1       | Bahia             | 1    | 0       | Campeonato Brasileiro de 1971        |
| 5.       | 14 de agosto de 1971   | Maracanã, Rio de Janeiro, Brasil           | 1–1       | Botafogo          | 0    | 0       | Campeonato Brasileiro de 1971        |
| 6.       | 21 de agosto de 1971   | Maracanã, Rio de Janeiro, Brasil           | 0–1       | Atlético Mineiro  | 0    | 0       | Campeonato Brasileiro de 1971        |
| 7.       | 21 de agosto de 1971   | Morumbi, São Paulo, Brasil                 | 0–0       | São Paulo         | 0    | 0       | Campeonato Brasileiro de 1971        |
| 8.       | 2 de setembro de 1971  | Mineirão, Belo Horizonte, Brasil           | 1–1       | América Mineiro   | 0    | 0       | Campeonato Brasileiro de 1971        |
| 511.     | 3 de julho de 1981     | Mineirão, Belo Horizonte, Brasil           | 2–2       | Atlético Mineiro  | 0    | 1       | Copa Libertadores da América de 1981 |
| 514.     | 14 de julho de 1981    | Maracanã, Rio de Janeiro, Brasil           | 5–2       | Cerro Porteño     | 2    | 0       | Copa Libertadores da América de 1981 |
| 516.     | 24 de julho de 1981    | Maracanã, Rio de Janeiro, Brasil           | 1–1       | Olimpia           | 0    | 0       | Copa Libertadores da América de 1981 |
| 518.     | 7 de agosto de 1981    | Maracanã, Rio de Janeiro, Brasil           | 2–2       | Atlético Mineiro  | 0    | 0       | Copa Libertadores da América de 1981 |
| 519.     | 11 de agosto de 1981   | Defensores del Chaco, Assunção, Paraguai   | 4–2       | Cerro Porteño     | 3    | 1       | Copa Libertadores da América de 1981 |
| 520.     | 14 de agosto de 1981   | Defensores del Chaco, Assunção, Paraguai   | 0–0       | Olimpia           | 0    | 0       | Copa Libertadores da América de 1981 |
| 521.     | 21 de agosto de 1981   | Serra Dourada, Goiânia, Brasil             | 0–0       | Atlético Mineiro  | 0    | 0       | Copa Libertadores da América de 1981 |
| 526.     | 15 de setembro de 1981 | Maracanã, Rio de Janeiro, Brasil           | 2–0       | Boca Juniors      | 2    | 0       | Amistoso                             |
| 530.     | 2 de outubro de 1981   | Pascual Guerrero, Cáli, Colômbia           | 1–0       | Deportivo Cali    | 0    | 0       | Copa Libertadores da América de 1981 |
| 533.     | 13 de outubro de 1981  | Félix Capriles, Cochabamba, Bolívia        | 2–1       | Jorge Wilstermann | 0    | 0       | Copa Libertadores da América de 1981 |
| 535.     | 23 de outubro de 1981  | Maracanã, Rio de Janeiro, Brasil           | 3–0       | Deportivo Cali    | 2    | 0       | Copa Libertadores da América de 1981 |
| 541.     | 13 de novembro de 1981 | Maracanã, Rio de Janeiro, Brasil           | 2–1       | Cobreloa          | 2    | 0       | Copa Libertadores da América de 1981 |
| 543.     | 20 de novembro de 1981 | Estádio Nacional, Santiago, Chile          | 0–1       | Cobreloa          | 0    | 0       | Copa Libertadores da América de 1981 |
| 544.     | 23 de novembro de 1981 | Estádio Centenário, Montevidéu, Uruguai    | 2–0       | Cobreloa          | 2    | 0       | Copa Libertadores da América de 1981 |
| 545.     | 26 de novembro de 1981 | Raulino de Oliveira, Volta Redonda, Brasil | 5–1       | Volta Redonda     | 1    | 2       | Campeonato Carioca de 1981           |
| 546.     | 29 de novembro de 1981 | Maracanã, Rio de Janeiro, Brasil           | 0–2       | Vasco da Gama     | 0    | 0       | Campeonato Carioca de 1981           |
| 547.     | 2 de dezembro de 1981  | Maracanã, Rio de Janeiro, Brasil           | 0–1       | Vasco da Gama     | 0    | 0       | Campeonato Carioca de 1981           |
| 548.     | 6 de dezembro de 1981  | Maracanã, Rio de Janeiro, Brasil           | 2–1       | Vasco da Gama     | 0    | 1       | Campeonato Carioca de 1981           |
| 549.     | 13 de dezembro de 1981 | Estádio Nacional, Tóquio, Japão            | 3–0       | Liverpool         | 0    | 2       | Copa Europeia/Sul-Americana de 1981  |

#### Seleção Brasileira
Abaixo estão listados todos jogos e gols do futebolista pela Seleção Brasileira, desde as categorias de base. Abaixo da tabela, clique em expandir para ver a lista detalhada dos jogos de acordo com a categoria selecionada.
Sub-23 (Olímpica)
| Ano   |       |      |         |       |
| Ano   | Jogos | Gols | Assist. | Média |
| ----- | ----- | ---- | ------- | ----- |
| 1971  | 5     | 1    | 1       | 0,2   |
| Total | 5     | 1    | 1       | 0,2   |

|    | Data                   | Local            | Resultado | Adversário | Gols | Assist. | Competição                                        |
| -- | ---------------------- | ---------------- | --------- | ---------- | ---- | ------- | ------------------------------------------------- |
| 1. | 28 de novembro de 1971 | Cali, Colômbia   | 2–1       | Bolívia    | 0    | 0       | Torneio Pré-Olímpico Sul-Americano Sub-23 de 1971 |
| 2. | 30 de novembro de 1971 | Cali, Colômbia   | 0–0       | Argentina  | 0    | 0       | Torneio Pré-Olímpico Sul-Americano Sub-23 de 1971 |
| 3. | 7 de dezembro de 1971  | Cali, Colômbia   | 1–1       | Colômbia   | 0    | 0       | Torneio Pré-Olímpico Sul-Americano Sub-23 de 1971 |
| 4. | 9 de dezembro de 1971  | Bogotá, Colômbia | 1–0       | Argentina  | 1    | 0       | Torneio Pré-Olímpico Sul-Americano Sub-23 de 1971 |
| 5. | 11 de dezembro de 1971 | Bogotá, Colômbia | 1–0       | Peru       | 0    | 0       | Torneio Pré-Olímpico Sul-Americano Sub-23 de 1971 |

Seleção principal
| Ano   |       |      |         |       |
| Ano   | Jogos | Gols | Assist. | Média |
| ----- | ----- | ---- | ------- | ----- |
| 1976  | 11    | 7    | 2       | 0,81  |
| 1977  | 11    | 9    | 6       | 1,36  |
| 1978  | 18    | 9    | 4       | 0,72  |
| 1979  | 6     | 7    | 1       | 1,3   |
| 1980  | 6     | 6    | 1       | 1,16  |
| 1981  | 13    | 14   | 5       | 1,46  |
| 1982  | 11    | 8    | 5       | 1,18  |
| 1983  | 2     | 0    | 1       | 0,5   |
| 1984  | 0     | 0    | 0       | 0     |
| 1985  | 5     | 3    | 1       | 0,8   |
| 1986  | 5     | 3    | 1       | 0,8   |
| 1989  | 1     | 0    | 0       | 0     |
| Total | 89    | 66   | 27      | 1,04  |

| DATA       | CONFRONTO                                    | QUANT. GOLS    | TIPO DE JOGO                 |
| 25/02/1976 | Brasil 2 x 1 Uruguai                         | 1 gol          | Taça Rio Branco              |
| 27/02/1976 | Brasil 2 x 1 Argentina                       | 1 gol          | Copa Roca                    |
| 28/04/1976 | Brasil 2 x 1 Uruguai                         | 1 gol (pen.)   | Taça Rio Branco              |
| 31/05/1976 | Brasil 4 x 1 Itália                          | 1 gol          | Torneio Bicentenário dos EUA |
| 02/06/1976 | Brasil 4 x 3 Pumas                           | 1 gol          | Amistoso                     |
| 09/06/1976 | Brasil 3 x 1 Paraguai                        | 1 gol          | Taça Oswaldo Cruz            |
| 01/12/1976 | Brasil 2 x 0 URSS                            | 1 gol          | Amistoso                     |
|            |                                              |                |                              |
| 06/02/1977 | Brasil 2 x 0 Millonarios                     | 1 gol          | Amistoso                     |
| 03/03/1977 | Brasil 6 x 1 Comb. Vasco/Botafogo RJ         | 1 gol (pen.)   | Amistoso                     |
| 09/03/1977 | Brasil 6 x 0 Colômbia                        | 1 gol          | Eliminatórias - 1978         |
| 23/06/1977 | Brasil 2 x 0 Escócia                         | 1 gol          | Amistoso                     |
| 14/07/1977 | Brasil 8 x 0 Bolívia                         | 4 gols (1pen.) | Eliminatórias - 1978         |
| 12/10/1977 | Brasil 3 x 0 Milan                           | 1 gol          | Amistoso                     |
|            |                                              |                |                              |
| 12/03/1978 | Brasil 7 x 0 Sel. interior do Rio de Janeiro | 5 gols         | Amistoso                     |
| 19/03/1978 | Brasil 3 x 1 Sel. Goiás                      | 1 gol (pen.)   | Amistoso                     |
| 01/05/1978 | Brasil 3 x 0 Peru                            | 1 gol          | Amistoso                     |
| 17/05/1978 | Brasil 2 x 0 Tchecoslováquia                 | 1 gol          | Amistoso                     |
| 14/06/1978 | Brasil 3 x 0 Peru                            | 1 gol (pen.)   | Copa do Mundo                |
|            |                                              |                |                              |
| 17/05/1979 | Brasil 6 x 0 Paraguai                        | 3 gols (1pen.) | Amistoso                     |
| 21/06/1979 | Brasil 5 x 0 Ajax                            | 2 gols         | Amistoso                     |
| 02/08/1979 | Brasil 2 x 1 Argentina                       | 1 gol          | Copa América                 |
| 16/08/1979 | Brasil 2 x 0 Bolívia                         | 1 gol          | Copa América                 |
|            |                                              |                |                              |
| 02/04/1980 | Brasil 7 x 1 Brasil (sub23)                  | 2 gols (2pen.) | Amistoso                     |
| 24/06/1980 | Brasil 2 x 1 Chile                           | 1 gol          | Amistoso                     |
| 29/06/1980 | Brasil 1 x 1 Polônia                         | 1 gol          | Amistoso                     |
| 30/10/1980 | Brasil 6 x 0 Paraguai                        | 2 gols         | Amistoso                     |
|            |                                              |                |                              |
| 08/02/1981 | Brasil 1 x 0 Venezuela                       | 1 gol (pen.)   | Eliminatórias - 1982         |
| 14/02/1981 | Brasil 6 x 0 Equador                         | 1 gol          | Amistoso                     |
| 14/03/1981 | Brasil 2 x 1 Chile                           | 1 gol          | Amistoso                     |
| 22/03/1981 | Brasil 3 x 1 Bolívia                         | 3 gols (1pen.) | Eliminatórias - 1982         |
| 29/03/1981 | Brasil 5 x 0 Venezuela                       | 1 gol          | Eliminatórias - 1982         |
| 12/05/1981 | Brasil 1 x 0 Inglaterra                      | 1 gol          | Amistoso                     |
| 15/05/1981 | Brasil 3 x 1 França                          | 1 gol          | Amistoso                     |
| 23/09/1981 | Brasil 6 x 0 Comb. Irlandês                  | 4 gols (1pen.) | Amistoso                     |
| 28/10/1981 | Brasil 3 x 0 Bulgária                        | 1 gol (pen.)   | Amistoso                     |
|            |                                              |                |                              |
| 03/03/1982 | Brasil 1 x 1 Tchecoslováquia                 | 1 gol          | Amistoso                     |
| 05/05/1982 | Brasil 3 x 1 Portugal                        | 1 gol (pen.)   | Amistoso                     |
| 19/05/1982 | Brasil 1 x 1 Suiça                           | 1 gol (pen.)   | Amistoso                     |
| 27/05/1982 | Brasil 7 x 0 Irlanda                         | 1 gol          | Amistoso                     |
| 18/06/1982 | Brasil 4 x 1 Escócia                         | 1 gol          | Copa do Mundo                |
| 23/06/1982 | Brasil 4 x 0 Nova Zelândia                   | 2 gols         | Copa do Mundo                |
| 02/07/1982 | Brasil 3 x 1 Argentina                       | 1 gol          | Copa do Mundo                |
|            |                                              |                |                              |
| 08/06/1985 | Brasil 3 x 1 Chile                           | 2 gols         | Amistoso                     |
| 16/06/1985 | Brasil 2 x 0 Paraguai                        | 1 gol          | Eliminatórias - 1986         |
|            |                                              |                |                              |
| 30/04/1986 | Brasil 4 x 2 Iugoslávia                      | 3 gols         | Amistoso                     |

Fonte:
Seleção Brasileira (total)
| Ano   |       |      |         |       |
| Ano   | Jogos | Gols | Assist. | Média |
| ----- | ----- | ---- | ------- | ----- |
| 1971  | 5     | 1    | 1       | 0,2   |
| 1976  | 11    | 7    | 2       | 0,63  |
| 1977  | 11    | 9    | 6       | 0,81  |
| 1978  | 18    | 9    | 4       | 0,5   |
| 1979  | 6     | 7    | 1       | 1,16  |
| 1980  | 6     | 6    | 1       | 1     |
| 1981  | 13    | 14   | 5       | 1,07  |
| 1982  | 11    | 8    | 5       | 0,72  |
| 1983  | 2     | 0    | 1       | 0     |
| 1984  | 0     | 0    | 0       | 0     |
| 1985  | 5     | 3    | 1       | 0,6   |
| 1986  | 5     | 3    | 1       | 0,6   |
| 1989  | 1     | 0    | 0       | 0     |
| Total | 94    | 67   | 28      | 1     |

#### Total
Zico anotou 836 gols em toda sua carreira; 527 gols em partidas oficiais (Primeira divisão, Seleção Brasileira, copas nacionais e internacionais) e 309 em torneios não-oficiais, juvenil e amistosos.
| Time                            | Número de Gols | Partidas | Média |
| ------------------------------- | -------------- | -------- | ----- |
| Flamengo - Escolinha (BRA)      | 76             | 88       | 0,86  |
| Flamengo - Juvenil (BRA)        | 46             | 63       | 0,73  |
| Flamengo - Profissional (BRA)   | 508            | 732      | 0,70  |
| Udinese (ITA)                   | 57             | 79       | 0,73  |
| Sumitomo/Kashima Antlers (JAP)  | 55             | 88       | 0,62  |
| Seleção Brasileira Pré-Olímpica | 1              | 5        | 0,25  |
| Seleção Brasileira Profissional | 66             | 89       | 0,74  |
| Seleção Brasileira de Masters   | 10             | 18       | 0,55  |
| Seleção Carioca                 | 1              | 1        | 1     |
| Jogos de exibição               | 71             | 45       | 1,57  |
| Total                           | 887            | 1182     | 0,75  |

### Como treinador

#### Clubes
| Clube             | Temporada         | Campeonato nacional | Campeonato nacional | Campeonato nacional | Campeonato nacional | Copa nacional[a] | Copa nacional[a] | Copa nacional[a] | Copa nacional[a] | Competições continentais[b] | Competições continentais[b] | Competições continentais[b] | Competições continentais[b] | Outros torneios[c] | Outros torneios[c] | Outros torneios[c] | Outros torneios[c] | Total | Total | Total | Total | Total |
| Clube             | Temporada         | J                   | V                   | E                   | D                   | J                | V                | E                | D                | J                           | V                           | E                           | D                           | J                  | V                  | E                  | D                  | J     | V     | E     | D     | A     |
| ----------------- | ----------------- | ------------------- | ------------------- | ------------------- | ------------------- | ---------------- | ---------------- | ---------------- | ---------------- | --------------------------- | --------------------------- | --------------------------- | --------------------------- | ------------------ | ------------------ | ------------------ | ------------------ | ----- | ----- | ----- | ----- | ----- |
| Kashima Antlers   | 1999              | 0                   | 0                   | 0                   | 0                   | —                | —                | —                | —                | —                           | —                           | —                           | —                           | —                  | —                  | —                  | —                  | 15    | 10    | 2     | 3     | 71,1% |
| Kashima Antlers   | Total             | 0                   | 0                   | 0                   | 0                   | 0                | 0                | 0                | 0                | 0                           | 0                           | 0                           | 0                           | 0                  | 0                  | 0                  | 0                  | 15    | 10    | 2     | 3     | 71,1% |
| CFZ-RJ            | 2001              | —                   | —                   | —                   | —                   | —                | —                | —                | —                | —                           | —                           | —                           | —                           | 3                  | 0                  | 3                  | 0                  | 3     | 0     | 3     | 0     | 33,3% |
| CFZ-RJ            | Total             | 0                   | 0                   | 0                   | 0                   | 0                | 0                | 0                | 0                | 0                           | 0                           | 0                           | 0                           | 3                  | 0                  | 3                  | 0                  | 3     | 0     | 3     | 0     | 33,3% |
| Fenerbahçe        | 2006–07           | 0                   | 0                   | 0                   | 0                   | 0                | 0                | 0                | 0                | 0                           | 0                           | 0                           | 0                           | —                  | —                  | —                  | —                  | 0     | 0     | 0     | 0     | 0%    |
| Fenerbahçe        | 2007–08           | 0                   | 0                   | 0                   | 0                   | 0                | 0                | 0                | 0                | 0                           | 0                           | 0                           | 0                           | 0                  | 0                  | 0                  | 0                  | 0     | 0     | 0     | 0     | 0%    |
| Fenerbahçe        | Total             | 0                   | 0                   | 0                   | 0                   | 0                | 0                | 0                | 0                | 0                           | 0                           | 0                           | 0                           | 0                  | 0                  | 0                  | 0                  | 117   | 71    | 28    | 18    | 68,6% |
| Bunyodkor         | 2008              | 0                   | 0                   | 0                   | 0                   | 0                | 0                | 0                | 0                | —                           | —                           | —                           | —                           | —                  | —                  | —                  | —                  | 13    | 10    | 1     | 2     | 79,4% |
| Bunyodkor         | Total             | 0                   | 0                   | 0                   | 0                   | 0                | 0                | 0                | 0                | 0                           | 0                           | 0                           | 0                           | 0                  | 0                  | 0                  | 0                  | 13    | 10    | 1     | 2     | 79,4% |
| CSKA Moscou       | 2009              | 0                   | 0                   | 0                   | 0                   | 0                | 0                | 0                | 0                | 0                           | 0                           | 0                           | 0                           | 0                  | 0                  | 0                  | 0                  | 35    | 20    | 5     | 10    | 61,9% |
| CSKA Moscou       | Total             | 0                   | 0                   | 0                   | 0                   | 0                | 0                | 0                | 0                | 0                           | 0                           | 0                           | 0                           | 0                  | 0                  | 0                  | 0                  | 35    | 20    | 5     | 10    | 61,9% |
| Olympiacos        | 2009–10           | 0                   | 0                   | 0                   | 0                   | 0                | 0                | 0                | 0                | 0                           | 0                           | 0                           | 0                           | —                  | —                  | —                  | —                  | 21    | 12    | 4     | 5     | 63,4% |
| Olympiacos        | Total             | 0                   | 0                   | 0                   | 0                   | 0                | 0                | 0                | 0                | 0                           | 0                           | 0                           | 0                           | 0                  | 0                  | 0                  | 0                  | 21    | 12    | 4     | 5     | 63,4% |
| Al-Gharafa        | 2013–14           | 0                   | 0                   | 0                   | 0                   | 0                | 0                | 0                | 0                | —                           | —                           | —                           | —                           | —                  | —                  | —                  | —                  | 20    | 5     | 7     | 8     | 36,6% |
| Al-Gharafa        | Total             | 0                   | 0                   | 0                   | 0                   | 0                | 0                | 0                | 0                | 0                           | 0                           | 0                           | 0                           | 0                  | 0                  | 0                  | 0                  | 20    | 5     | 7     | 8     | 36,6% |
| Goa               | 2014              | —                   | —                   | —                   | —                   | —                | —                | —                | —                | —                           | —                           | —                           | —                           | 16                 | 6                  | 5                  | 5                  | 16    | 6     | 5     | 5     | 47,9% |
| Goa               | 2015              | —                   | —                   | —                   | —                   | —                | —                | —                | —                | —                           | —                           | —                           | —                           | 17                 | 8                  | 4                  | 5                  | 17    | 8     | 4     | 5     | 54,9% |
| Goa               | 2016              | —                   | —                   | —                   | —                   | —                | —                | —                | —                | —                           | —                           | —                           | —                           | 0                  | 0                  | 0                  | 0                  | 0     | 0     | 0     | 0     | 0%    |
| Goa               | Total             | 0                   | 0                   | 0                   | 0                   | 0                | 0                | 0                | 0                | 0                           | 0                           | 0                           | 0                           | 33                 | 14                 | 9                  | 10                 | 33    | 14    | 9     | 10    | 51,5% |
| Total na carreira | Total na carreira | 0                   | 0                   | 0                   | 0                   | 0                | 0                | 0                | 0                | 0                           | 0                           | 0                           | 0                           | 0                  | 0                  | 0                  | 0                  | 257   | 142   | 59    | 56    | 62,9% |

- a. ^ Jogos da Copa da Turquia, Copa do Uzbequistão, Copa da Rússia, Copa da Grécia e Qatari Stars Cup
- b. ^ Jogos da Liga dos Campeões da UEFA e Liga Europa da UEFA
- c. ^ Jogos do Campeonato Carioca - Série B, Supercopa da Turquia, Antalya Cup, Supercopa da Rússia, Superliga Indiana e amistosos

#### Seleção Japonesa
Abaixo estão listados todos jogos do treinador pela Seleção Japonesa. Abaixo da tabela, clique em expandir para ver a lista detalhada dos jogos de acordo com a categoria selecionada.
Seleção principal
| Ano   |       |      |      |      |       |
| Ano   | Jogos | Vit. | Emp. | Der. | Apr.  |
| ----- | ----- | ---- | ---- | ---- | ----- |
| 2002  | 0     | 0    | 0    | 0    | 0     |
| 2003  | 0     | 0    | 0    | 0    | 0     |
| 2004  | 0     | 0    | 0    | 0    | 0     |
| 2005  | 0     | 0    | 0    | 0    | 0     |
| 2006  | 0     | 0    | 0    | 0    | 0     |
| Total | 72    | 38   | 15   | 19   | 59,7% |

#### Seleção Iraquiana
Abaixo estão listados todos jogos do treinador pela Seleção Iraquiana. Abaixo da tabela, clique em expandir para ver a lista detalhada dos jogos de acordo com a categoria selecionada.
Seleção principal
| Ano   |       |      |      |      |       |
| Ano   | Jogos | Vit. | Emp. | Der. | Apr.  |
| ----- | ----- | ---- | ---- | ---- | ----- |
| 2011  | 0     | 0    | 0    | 0    | 0     |
| 2012  | 0     | 0    | 0    | 0    | 0     |
| Total | 24    | 12   | 6    | 6    | 58,3% |

## Títulos como jogador
Flamengo
- Copa Intercontinental: 1981
- Copa Libertadores da América: 1981
- Campeonato Brasileiro: 1980, 1982, 1983
- Copa União: 1987[111][112][113]
- Campeonato Carioca: 1972, 1974, 1978, 1979, 1979 (Especial), 1981, 1986

Kashima Antlers
- Copa Suntory Series: 1993

Seleção Brasileira
- Taça do Atlântico: 1976
- Copa Roca: 1976
- Copa Rio Branco: 1976
- Taça Oswaldo Cruz: 1976
- Torneio Bicentenário dos EUA: 1976
- Taça Brasil-Inglaterra: 1981

Seleção Brasileira Olímpica
- Torneio Pré-Olímpico Sul-Americano: 1971

## Títulos como treinador
Seleção Japonesa
- Copa da Ásia: 2004

Fenerbahçe
- Campeonato Turco: 2006–07
- Supercopa da Turquia: 2007

Bunyodkor
- Campeonato Uzbeque: 2008
- Copa do Uzbequistão: 2008

CSKA Moscou
- Copa da Rússia: 2008–09
- Supercopa da Rússia: 2009

## Títulos como diretor técnico
Kashima Antlers
- Liga dos Campeões da AFC: 2018
- Campeonato Japonês: 1996, 1998, 2000, 2001
- Copa do Imperador: 1997, 2000
- Copa da Liga Japonesa: 1997, 2000, 2002
- Supercopa do Japão: 1997, 1998, 1999

## Despedidas

### Seleção Brasileira: "O fim de uma era"
A última vez do galinho com a amarelinha aconteceu no dia 27 de março de 1989, num jogo entre a Seleção Brasileira e uma equipe representando o Resto do mundo. A equipe do Resto do mundo venceu, por 2 a 1, o Brasil. O jogo foi realizado no Estádio Friuli, em Údine, na Itália, com o público de 41 mil pessoas. O evento foi promovido pela comissão italiana da Copa do Mundo FIFA de 1990.

### Flamengo: "O ensaio"
A despedida do maior ídolo e artilheiro da história do Flamengo e do Maracanã é marcada, em 6 de janeiro de 1990, por um jogo em que o Flamengo e a Seleção de craques nacionais e internacionais "World Cup Master" empataram em 2 a 2. O jogo foi realizado no seu palco principal, o Maracanã e teve um público de 150 mil pessoas, sendo 90 mil pagantes.

### Kashima Antlers: "O adeus definitivo"
Em 10 de outubro de 1994, "God Soccer" como é conhecido por lá, despediu-se em definitivo do futebol japonês e mundial num evento promovido pelo clube Kashima Antlers, num jogo em que enfrentou um combinado de estrangeiros que atuavam no futebol japonês. O jogo terminou empatado em 4 a 4 e o público foi de 38 mil pessoas, capacidade máxima do estádio.

## Nas artes

### Teatro
Participação na peça "Histórias com Tortilhas", com Pepita Rodrigues - 2008

### Livros
- Zico A história do maior artilheiro rubro negro (Revista, RGE-1976)
- Zico, Uma Lição de Vida - 1 (Autor: Marcos Vinícius Bucar Nunes - 1986)
- Deixa Que Eu Chuto (Autor: Renato Maurício Prado - 1998)
- Zico Conta Sua História, Ed. FTD (Autor: Zico - 1998)
- Zico: Paixão e Glória de um Ídolo (Autora: Lúcia Rito - 2000)
- Zico: 50 Anos de Futebol (Autor: Zico, Roberto Assaf e Roger Garcia - 2003)
- Flamengo - O Vermelho e o Negro (Autor: Ruy Castro 2004)
- Zico, Uma Lição de Vida - 2 (Autor: Marcos V. B. Nunes - 2006) sucesso de vendas, EUA e Japão
- Os Reis do futebol Brasileiro (Autor: Antonio Falcão - 2006)

### Filmografia
- A vida do jogador Zico, uma lenda do nosso futebol (Documentário, década de 1980)
- L'allenatore nel pallone (Comédia italiana, 1984 - aparece na qualidade de jogador da Udinese)
- Zico um gênio da bola (Documentário, década de 1990)
- Os mais belos gols de Zico (Documentário, Década de 1990)
- Uma Aventura do Zico (infantil - 1998)
- Zico - O Filme (Documentário sobre a vida e a carreira do craque - 2003)
- Mitos do futebol (Miti - Documentário Italiano do jornal La Gazeta dello Sport - 2008)
- Zico o galinho de ouro do Brasil (Documentário, coleção grandes craques - Placar 2009)
- Zico na Rede (Documentário, com os gols mais importantes de sua carreira - 2009)[120]

### Discografia
- Batuquê de Praia e Cantos do Rio (Compacto, Zico e Fagner - 1982)
- Reedição devido a grande procura (Compacto, Batuquê de Praia e Cantos do Rio - 1983)
- O mundo é verde e amarelo (Zico e Seleção Brasileira - 1986)

## Homenagens

### Carnaval
- Embora seja torcedor e desfilante da Beija-Flor, foi enredo da Imperatriz Leopoldinense, no carnaval de 2014[121]

### Música
- Camisa 10 da Gávea (Jorge Ben Jor - 1976), um pouco depois a cantora Maria Alcina regravou este sucesso
- Gol anulado (Elis Regina)[122]
- Samba rubro negro (versão João Nogueira - 1979)
- Flamengão (Bebeto)
- Pega na mentira (Roberto e Erasmo Carlos - 1981)
- Arigatô Flamengo (Bebeto - 1982)
- Sangue, suingue e cintura (Moraes Moreira - 1982)
- Saudades do Galinho (Moraes Moreira - 1983)
- Uma vez Flamengo (Samba-enredo da Estácio de Sá - 1995)
- Galinho de Briga (Fagner, tema do filme - Uma Aventura do Zico - 1998)
- Bola no Pé (Fagner, tema do filme - Zico , O Filme - 2003)
- Kamisama "O Senhor Deus" (Banda de Heavy Metal - Eyes of Shiva - 2006)
- 1967 (Marcelo D2 - 2007)
- Zico é o nosso Rei (Alexandre Pires, tema do filme - "Zico na rede" - 2009)
- Zico (Carlinhos Vergueiro - 1999, relançado em 2010 - CD Contra-Ataque: Samba e Futebol )
- Pagode do mengão (Júnior - 2011)
- Zico 60 Anos (Arlindo Cruz, Evandro Bocão, André Diniz, Rogê e Marcelo Tijolo. Samba gravado por vários artistas em homenagem aos 60 anos de Zico - 2013)
- Arthur X - O reino do galinho de ouro na corte da Imperatriz (Samba-enredo da Imperatriz Leopoldinense - 2014)

### Cinema
- Zico60. Doc[123]

### Televisão
- Zico 60: o surgimento do Galinho de Quintino e a trajetória até o estrelato[124]

### Teatro
- O dia em que Zico virou Rei (Grupo de teatro do nordeste, Década de 1990)

### Poesia
- De Galinho de Quintino a ídolo de uma nação: nada além de ZICO[125]